# Timor Oriental
Timor Oriental, cuyo nombre oficial es República Democrática de Timor-Leste (en portugués: República Democrática de Timor-Leste; en tetun: Republika Demokrátika Timor Lorosa'e), es un país del Sudeste Asiático. Su territorio comprende la mitad oriental de la isla de Timor, las cercanas islas de Atauro y Jaco, y el enclave de Oecusse, rodeado del territorio indonesio de Timor Occidental. En total suman 14 874 km² y más de 1 100 000 habitantes.
El territorio del actual Timor Oriental fue colonizado por Portugal en el siglo XVI y pasó a conocerse como Timor portugués. La colonia declaró su independencia en 1975, pero días después fue invadida y ocupada por tropas de la vecina Indonesia, país que convirtió al territorio en su provincia 27.ª. En 1999, después de un referéndum de autodeterminación patrocinado por la ONU, Indonesia abandonó la antigua colonia portuguesa y, tras un periodo de administración por parte de Naciones Unidas, Timor Oriental se convirtió el 20 de mayo de 2002 en el primer Estado soberano que nacía en el siglo XXI. Después de su independencia, el país se convirtió en miembro de las Naciones Unidas y de la Comunidad de Países de Lengua Portuguesa; es uno de los dos únicos países asiáticos cuya religión mayoritaria es el catolicismo.
Timor Oriental posee una economía de ingresos medios. En 2014, el PIB per cápita era de 5 479 dólares según datos del Banco Mundial. Cerca del 40 % de sus habitantes vive por debajo del umbral de pobreza, subsisten con menos de 1,25 dólares por día, y la mitad de la población es analfabeta. Timor Oriental sufre las consecuencias de la lucha contra la ocupación indonesia que duró décadas, y dejó daños en las infraestructuras además de la muerte de 100 000 personas. Aunque tiene un índice de desarrollo humano medio (antes era bajo), se espera que el crecimiento porcentual de su economía esté entre los más altos del mundo en los próximos años. Timor Oriental es el único país de Asia que tiene un idioma oficial iberorromance (en este caso el portugués), además del tetun.

## Etimología
«Timor» deriva de timur, la palabra para «este», «levante u «oriente» en malayo, que pasó a registrarse como Timor en portugués, dando así lugar al topónimo tautológico que significa «este»: En portugués Timor-Leste (Leste es el vocablo para «El este»); en tetum Timór Lorosa'e (Lorosa'e es la palabra para «levante», literalmente «sol naciente»). En indonesio, el país se llama Timor Timur, utilizando la denominación portuguesa de la isla seguido de la palabra «este».
Los nombres oficiales según la Constitución son República Democrática de Timor-Leste en portugués, y Repúblika Demokrátika Timór-Leste en tetum.
La forma oficial abreviada de la Organización Internacional de Normalización (ISO) en todos los idiomas es Timor-Leste (códigos: TLS y TL), que ha sido adoptada por las Naciones Unidas, la Unión Europea, y las organizaciones nacionales de normalización de Francia (AFNOR), Estados Unidos (ANSI), Reino Unido (BSI), Alemania (DIN) y Suecia (SIS), todas las misiones diplomáticas en el país por protocolo y la CIA World Factbook.
En español el diccionario panhispánico de dudas desaconseja la forma portuguesa Timor Leste y la traducción Timor Este (por minoritaria) recomendando en cambio la forma Timor Oriental.

## Historia

### Prehistoria

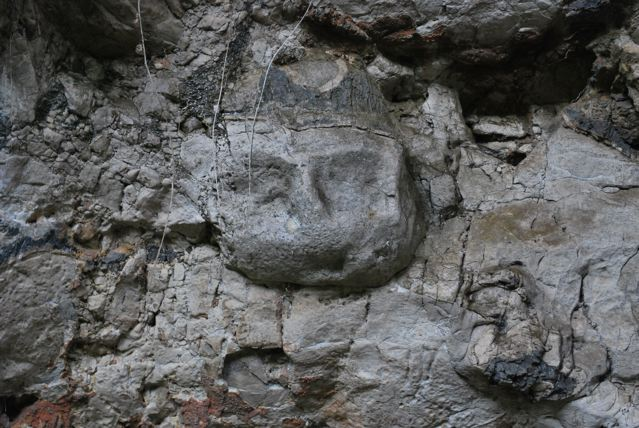
Rostro de 10000 años de antigüedad grabado en piedra en la cueva de Lene Hara

Los restos culturales de Jerimalai, en el extremo oriental de Timor Oriental, se han datado en 42 000 años, lo que convierte a este lugar en uno de los sitios más antiguos conocidos de actividad humana moderna en el sureste asiático marítimo. Se cree que en Timor Oriental aún viven descendientes de al menos tres oleadas migratorias. La primera es descrita por los antropólogos como gente del tipo veddo-australoide. Alrededor del año 3000 a. C., una segunda migración trajo a los melanesios. Los anteriores pueblos veddo-australoides se retiraron en esta época al interior montañoso. Por último, los proto-malayos llegaron desde el sur de China y el norte de Indochina. Los comerciantes hakka se encuentran entre los descendientes de este último grupo.
Los mitos sobre el origen de los timorenses hablan de antepasados que navegaron por el extremo oriental de Timor y llegaron a tierra en el sur. Algunos relatos cuentan que los antepasados timorenses viajaron desde la península malaya o las tierras altas de Minangkabau en Sumatra. Los austronesios emigraron a Timor, y se cree que están relacionados con el desarrollo de la agricultura en la isla

### Época clásica
Antes del colonialismo europeo, Timor estaba incluida en las redes comerciales de Indonesia, Malasia, China e India, y en el siglo XIV era exportadora de sándalo aromático, esclavos, miel y cera. Desde el siglo XVI, el pueblo timorense mantenía vínculos militares con los Luções del actual norte de Filipinas. Fue la gran abundancia de madera de sándalo en Timor lo que atrajo a los exploradores europeos a la isla a principios del siglo XVI, que informaron de que la isla contaba con pequeños cacicazgos o principados.

### Colonización portuguesa

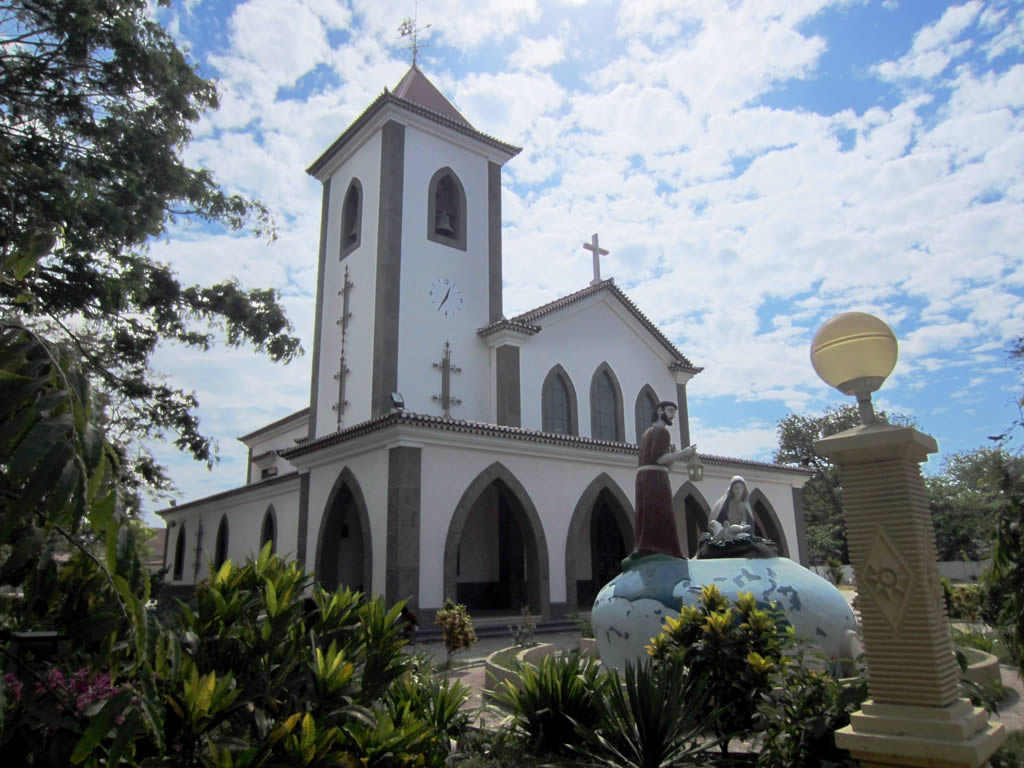
Iglesia de San Antonio de Motael construida en 1955 en la época del Timor portugués.

Los portugueses fueron los primeros europeos en llegar, en 1512, en busca de madera de sándalo (usada para la fabricación de mobiliario fino y perfumería) que abundaba. Colonizaron también las islas de Sumba y Flores. Con la llegada al trono de Portugal de Felipe II, rey de España, los españoles ejercieron el dominio sobre la isla durante aproximadamente 60 años, usándola de posición estratégica contra los intereses coloniales de las Provincias Unidas de los Países Bajos. En 1850, los portugueses pierden, a manos de los neerlandeses, las islas de Flores, Sumba, y la parte occidental de Timor. Durante cuatro siglos los portugueses usaron el territorio para fines casi comerciales, explotando los recursos naturales, sin apenas colonizar el territorio. El modelo de monarquías tributarias a cargo de líderes tradicionales locales o antiguos súbditos coloniales de África e India (conocidos como topasses) constituye una gran peculiaridad política y etnográfica.
En términos de inserción tecnológica no fue hasta la década de 1960 que la capital Dili dispuso de luz eléctrica, y hasta la década siguiente de agua potable, alcantarillado, escuelas y hospitales. El resto del país, sobre todo en las áreas rurales, continuaba atrasado.
Después de la Revolución de los Claveles en Portugal, la isla decidió independizarse de la metrópoli en agosto de 1975, pasando el poder a manos del FRETILIN (Frente Revolucionario de Timor Oriental Independiente), que la proclamó como república el 29 de noviembre. La independencia fue frágil desde el inicio, dado que los demás partidos, tales como APODETI, tuvieron posiciones ambivalentes respecto a la continuidad de la colonia, la independencia o la anexión a Indonesia.

### Ocupación indonesia

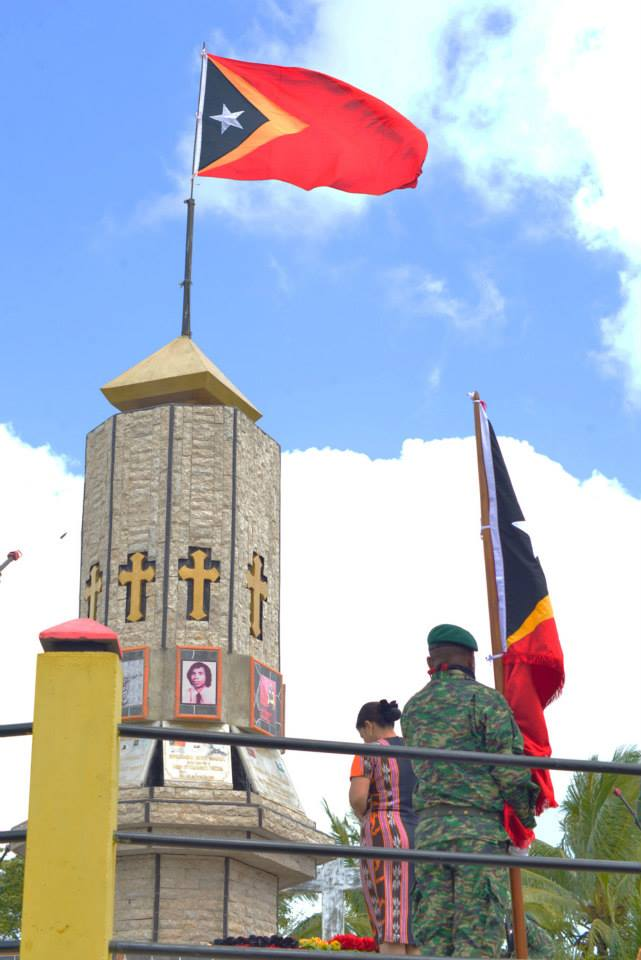
Monumento dedicado a las víctimas de la Tragedia de Tchaivatcha de 1985

El 7 de diciembre, tres días después de una reunión entre el dictador indonesio Suharto y el secretario de Estado estadounidense Henry Kissinger, militares indonesios invadieron el territorio timorense, a pesar del repudio de la Asamblea General de la ONU. Estados Unidos, bajo el mandato de Nixon y Kissinger, apoyó esta invasión vendiendo armas a Indonesia, y Australia también aprobó la invasión.
El 22 de ese mismo año, el Consejo de Seguridad de las Naciones Unidas, a través de la resolución 384, condenó la invasión de Indonesia. Esta resolución, como las subsiguientes remarcaron el derecho a la libre determinación de los timorenses.
La ocupación de Timor Oriental por Indonesia forzó que el territorio se convirtiera en la 27.ª provincia de Indonesia (denominada Timor Timur) y dando como resultado una gran masacre de timorenses. Centenares de aldeas fueron destruidas por los bombardeos del ejército indonesio, y que fueron utilizadas toneladas de napalm contra la resistencia timorense. El uso de este producto quemó buena parte de los bosques del país, limitando el refugio de los guerrilleros en la densa vegetación.
De acuerdo con la descripción suministrada a la Comisión de Recepción, Verdad y Reconciliación en Timor del Este sobre muchos bombardeos, y los objetivos estratégicos de la campaña de contrainsurgencia dirigida por el ejército, la Comisión concluye que durante las campañas se usaron bombas incendiarias. Los aviones Bronco OV-10 suministrados por Estados Unidos estaban equipados con armas ligeras, cohetes y "Opalm", un equivalente soviético del napalm comprado por Indonesia durante su campaña en Papúa Occidental durante 1962.
La Comisión recibió copias de películas de propaganda del ejército indonesio sobre las campañas de finales de los 70, incluyendo extenso material de preparativos para los bombardeos en el Aeropuerto Baucau, y material de los propios bombardeos. En ellos, personal del ejército indonesio es filmado cargando bombas marcadas "OPALM" en los aviones North American Rockwell OV-10 Bronco en el aeropuerto Baucau. Se muestran los aviones despegando. Además un documento secreto del ejército indonesio suministrado a la Comisión presenta detalles de las armas empleadas, incluyendo bombas Opalm, de amplio radio, de impacto indefinido, y el uso de los aviones Bronco OV-10 y Sky Hawk.
En 1989, Indonesia ayudó al territorio, debido a su total aislamiento con este. En ese período, el gobierno indonesio inició programas de desarrollo social, como la construcción y reparación de escuelas, hospitales y otros edificios, para promover una buena imagen con los timorenses.
La visita del papa Juan Pablo II a Timor Oriental, en octubre de 1989, fue marcada por manifestaciones pro independentistas, que fueron muy reprimidas. El 12 de noviembre de 1991, el ejército indonesio disparó contra las personas que homenajeaban a un estudiante muerto por la represión, en el cementerio de Santa Cruz. Cerca de 200 personas murieron en este incidente; otros manifestantes murieron en los días siguientes, «cazados» por el ejército indonesio.[cita requerida]

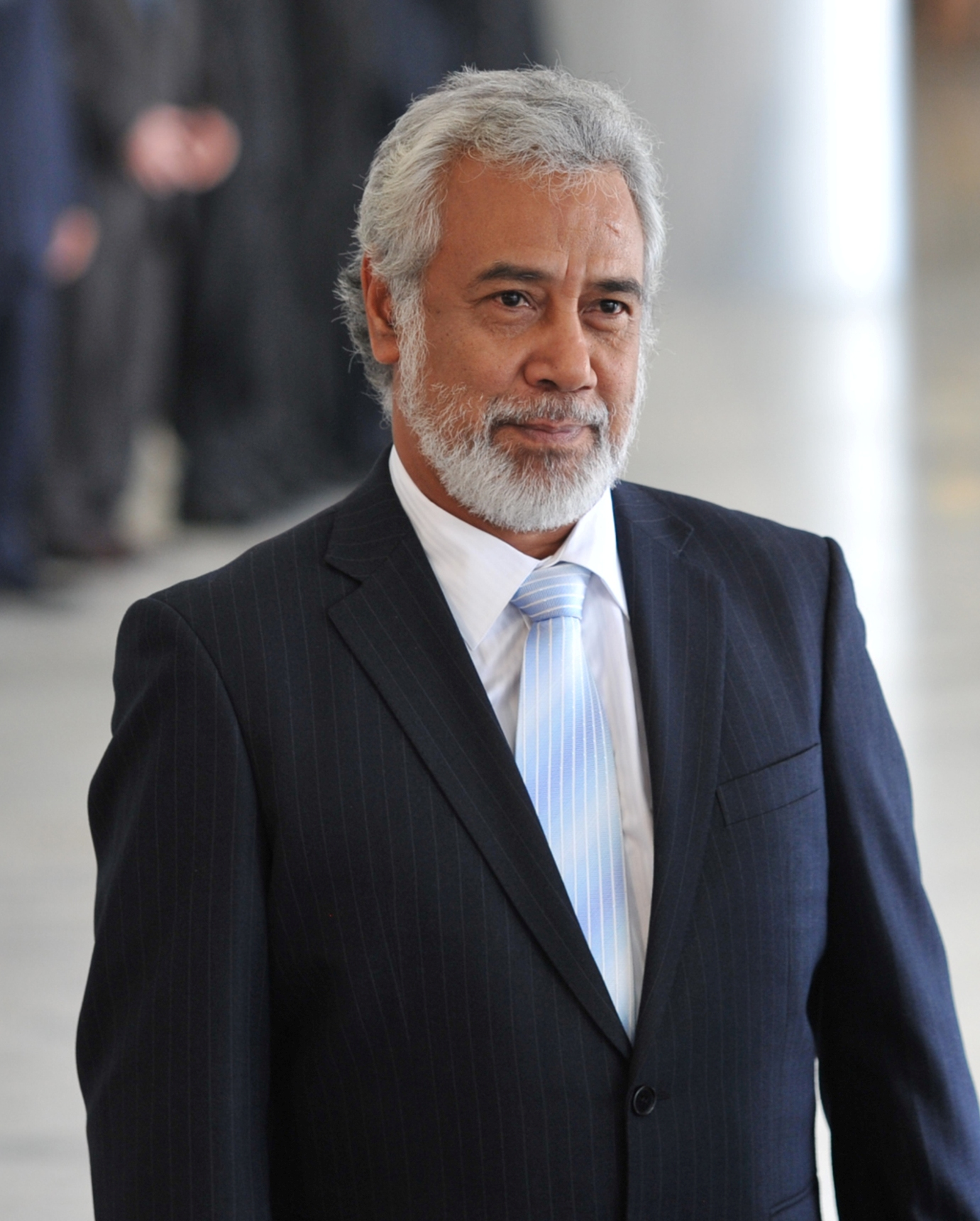
Xanana Gusmão.

La causa de la independencia de Timor Oriental tuvo mayor repercusión y reconocimiento mundial con la atribución del Premio Nobel de la Paz al obispo Carlos Felipe Ximenes Belo y José Ramos-Horta en octubre de 1996. En julio de 1997, el presidente sudafricano Nelson Mandela visitó al líder del FRETILIN, Xanana Gusmão, en prisión. La visita aumentó la presión para que la independencia se realizara a través de una solución negociada. La crisis económica en Asia, ese año, afectó a Indonesia, y el régimen militar de Suharto comenzó a sufrir diversas presiones con manifestaciones cada vez más violentas en las calles. Estos actos llevaron a la renuncia del general en mayo de 1998.

### Independencia
El 5 de marzo de 1999, los gobiernos de Portugal e Indonesia llegaron a negociar la realización de una consulta popular, que fue supervisada por UNAMET (Misión de las Naciones Unidas en Timor Oriental), creada por la resolución 1246 del Consejo de Seguridad. Viendo que Timor Oriental estaba dispuesto a lograr una independencia, un ala radical del ejército indonesio reclutó treinta milicias armadas locales para esparcir el terror entre la población. A pesar de las amenazas, más del 98 % de la población timorense fue a las urnas el 30 de agosto de 1999, para votar en la consulta popular, el resultado apuntó que el 78,5 % de los timorenses escogió la independencia frente a la opción de la autonomía dentro de Indonesia.
Las milicias, protegidas por el ejército indonesio, desencadenaron olas de violencia organizada en particular crueles antes y en especial después de la proclamación de los resultados. Hombres armados mataban en las calles a las personas sospechosas de haber votado por la independencia. Millares de personas fueron separadas de sus familias y colocadas a la fuerza en camiones, con destino desconocido. Los extranjeros fueron evacuados, dejando Timor entre la violencia de los militares y de las milicias indonesias.
La ONU decidió crear una fuerza internacional para intervenir la región. El 22 de septiembre de 1999, los soldados de la ONU entraron en Dili y encontraron un país incendiado y devastado. Gran parte de la infraestructura de Timor Oriental fue destruida y el país estaba casi devastado. Xanana Gusmão, líder de la resistencia timorense, fue liberado enseguida.
En 14 de abril de 2002, los timorenses fueron de nuevo a las urnas para escoger el nuevo líder del país. Las elecciones consagraron a Xanana Gusmão como nuevo presidente timorense y el 20 de mayo de 2002, Timor Oriental alcanzó su independencia total. Para esa fecha más de 205 000 refugiados habían regresado a Timor Oriental.
En 2006, una grave crisis política estalló en el país. Cerca de seiscientos soldados desertaron y se produjeron combates civiles, robos, manifestaciones y asesinatos. La crisis que siguió reverberando hasta 2008 tenía un marcado perfil étnico (toda vez que se consideró que las etnias más orientales habían cargado con la mayor parte de la resistencia y en consecuencia habían copado los cargos militares). Una intervención de fuerzas internacionales en junio consiguió devolver la estabilidad. La crisis terminaría con la renuncia del primer ministro Mari Alkatiri, sucedido en su cargo por el Premio Nobel de la Paz y excanciller José Ramos-Horta.
Gusmão, quien acaso llevó mayor responsabilidad en la grave crisis (proveniente del oeste, le dio cierta legitimidad al relato de la supuesta discriminación castrense) se mantuvo en su cargo y decidió convocar elecciones presidenciales, cuya segunda vuelta, el 9 de mayo, declaró como vencedor a Ramos-Horta con más de un 70 % de los votos, asumiendo el cargo de presidente el 20 de mayo siguiente. Gusmão quedó con el cargo de primer ministro. Los sucesivos cargos de Gusmão (que a diferencia de otros líderes históricos como Ramos-Horta, Alkatiri o Guterres no tiene instrucción académica alguna) se han revelado como muy ineficientes según los informes de Desarrollo Humano de la ONU. La corrupción de las administraciones de Gusmão y su partido CNRT han llevado a Timor Oriental a situarse entre los países más corruptos del mundo según Transparency International.

## Gobierno y política

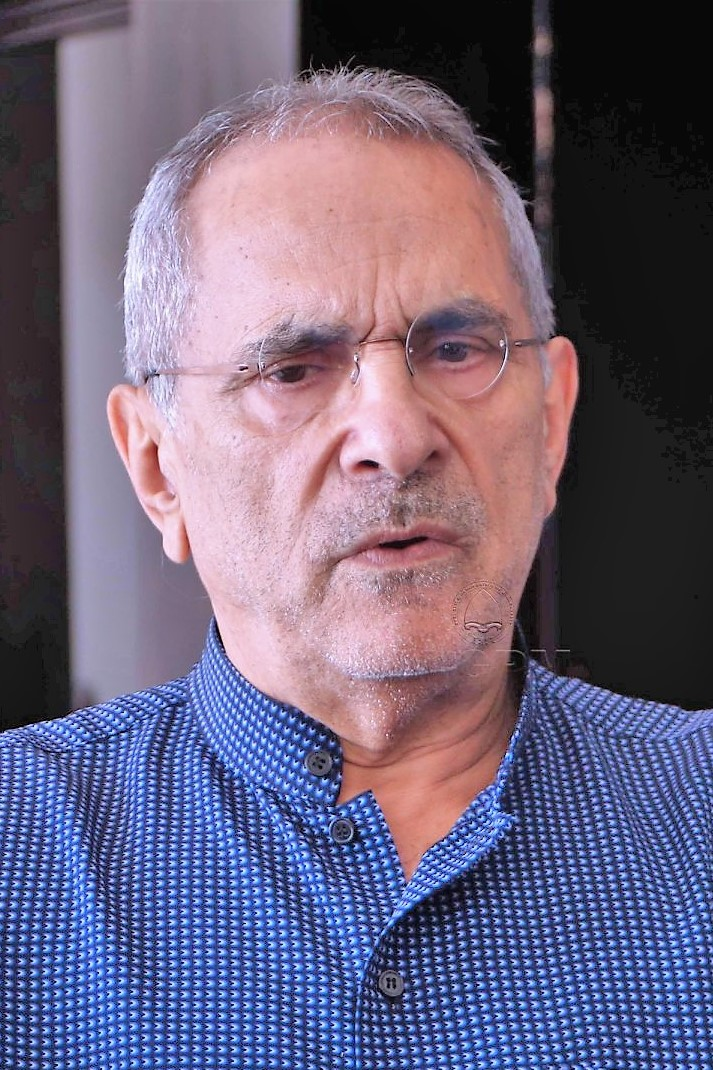
José Ramos-Horta, presidente de Timor Oriental desde 2022

El jefe de Estado de la república de Timor Oriental es el Presidente, electo por sufragio popular para un período de cinco años, y cuyo papel es simbólico, aunque tiene ciertas atribuciones para vetar legislaciones.
Desde el 20 de mayo de 2022 el presidente del país es el abogado, exguerrillero y líder del CNRT José Ramos-Horta. Es el 7.º presidente constitucional. Fue elegido en segunda vuelta con el 62 % de los votos.
El primer ministro desde julio de 2023 es el también exguerrillero y político Xanana Gusmão, también del CNRT.
El congreso timorense unicameral es llamado Parlamento Nacional, y sus miembros también son elegidos por sufragio popular para períodos de cinco años. El número de escaños puede variar de un mínimo de 52 a un máximo de 65. La Constitución timorense está basada en la de Portugal.

### Partidos políticos
Los principales partidos políticos son el Frente Revolucionario de Timor Oriental Independiente (FRETILIN), el Congreso Nacional de Reconstrucción de Timor del Este (CNRT), la Asociación Social Demócrata Timorense (ASDT), el Partido Social Demócrata (PSD) y el Partido Democrático.

### Poder Legislativo
El Parlamento Nacional consta de una sola cámara. Sus miembros son elegidos cada cinco años en elecciones libres. Las leyes y decretos se publican en el Jornal da República. El número de escaños parlamentarios puede variar entre 52 y 65. Durante el primer periodo electoral, se mantuvieron de modo excepcional los 88 escaños de la Asamblea Constituyente.

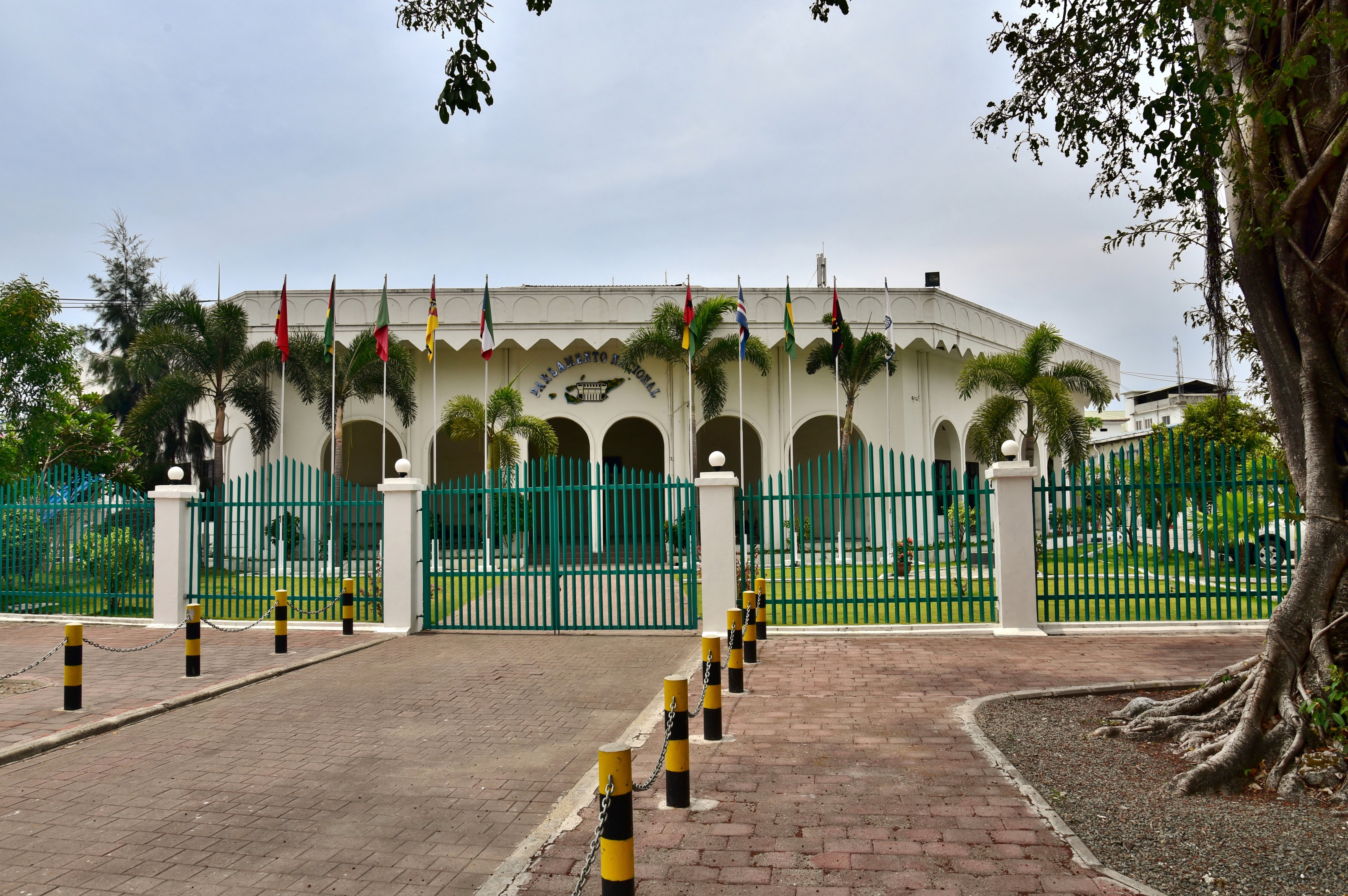
Edificio del Parlamento Nacional de Timor Oriental

Muchos partidos de Timor Oriental se centran más en sus líderes que en un programa que los distinga de los demás. Desde las elecciones parlamentarias de 2007 en Timor Oriental, han surgido dos partidos dominantes, el FRETILIN, de tendencia izquierdista, que está dirigido por Francisco Guterres, y el CNRT, fundado por Xanana Gusmão y del que procede el presidente José Ramos-Horta. Representando a la generación más joven están los partidos medianos del parlamento: el PLP de Taur Matan Ruak, KHUNTO, que tiene sus orígenes en el grupo de artes rituales Kmanek Oan Rai Klaran, y el PD, que tiene sus raíces en el movimiento estudiantil RENETIL. La UDT, el FM y el PUDD también están representados en el parlamento con un diputado cada uno. Entraron en el parlamento como la alianza de partidos FDD en las elecciones generales de Timor Oriental de 2018.
En las elecciones, la CNRT, el PLP y KHUNTO concurrieron juntos como Aliança para Mudança e Progresso (AMP), obtuvieron la mayoría absoluta. Sin embargo, en el parlamento, cada partido formó su grupo parlamentario. El FDD se disolvió en los primeros días de la sesión. UDT y FM formaron un grupo parlamentario conjunto, y el diputado del PUDD se sentó solo.
El 13 de junio de 2018, el nuevo parlamento se reunió por primera vez y eligió a Arão Noé da Costa Amaral, de la CNRT, como presidente del Parlamento. El 17 de enero de 2020, el gobierno fracasó con su propuesta sobre el presupuesto del Estado, ya que los diputados de la CNRT se abstuvieron de votar. El AMP estaba terminado. Se formó una nueva alianza de seis partidos, excluyendo al PLP y al FRETILIN, pero sólo duró unas semanas. El gobierno quedó con una mayoría de 36 escaños en el parlamento del PLP, el FRETILIN y el KHUNTO. Aniceto Guterres Lopes (FRETILIN) se convirtió en el nuevo Presidente del Parlamento.

### Poder Judicial

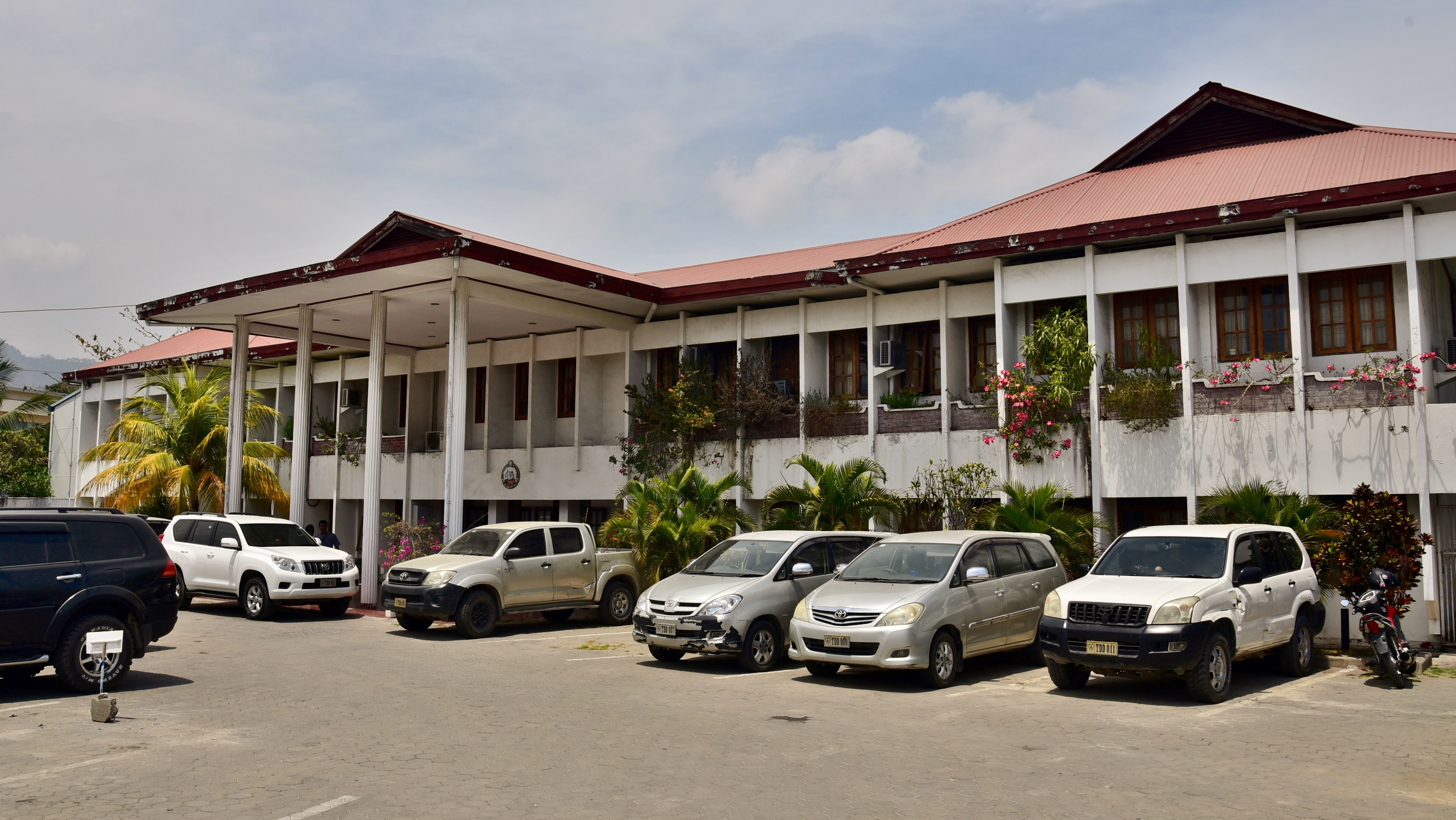
Tribunal Distrital de Díli en 2018

El Tribunal de Recurso de Timor-Leste es el más alto tribunal de Timor Oriental. Sus sentencias son inapelables. El presidente del Tribunal es nombrado por el presidente de la República con mandato de cuatro años. El cargo lo ocupó Deolindo dos Santos desde el 28 de abril de 2017.
El Parlamento Nacional elige a un miembro del Tribunal Supremo, los demás miembros son nombrados por el Conselho Superior da Magistratura Judicial (Consejo Superior de la Magistratura). El fiscal general es Alfonso López desde el 29 de abril de 2021. Existen tribunales de distrito en Dili (2017 con 16 jueces), Baucau (siete jueces), Oe-Cusse Ambeno (un juez) y Suai (siete jueces) También existen sedes de la Defensoría Pública.
Hasta finales de 2014, muchos extranjeros, sobren todo portugueses, trabajaban en el poder judicial de Timor Oriental, tanto como asesores del fiscal general y de la Agencia Anticorrupción, como en calidad de jueces. Sin embargo, después de que Timor Oriental perdiera varios casos judiciales por reclamaciones fiscales contra empresas extractivas, todos los extranjeros del poder judicial fueron destituidos por resolución parlamentaria el 24 de octubre. Los asesores fueron acusados de incompetencia y posiblemente de corrupción. Sin embargo, los observadores extranjeros especularon con que el Estado quería anular las sentencias que no le gustaban. Los casos fiscales fueron reabiertos.
La pena de muerte y la cadena perpetua han sido abolidas en Timor Oriental. La pena máxima permitida es de 25 años de prisión. Los presos deben pagar su propia comida y atención médica.

### Defensa y Seguridad
Las Fuerzas de Defensa de Timor Oriental (Forças de Defesa de Timor-Leste, F-FDTL) es el cuerpo militar responsable de la defensa de Timor Oriental. Las F-FDTL se crearon en febrero de 2001 y están compuestas por dos pequeños batallones de infantería, un pequeño componente naval y varias unidades de apoyo.

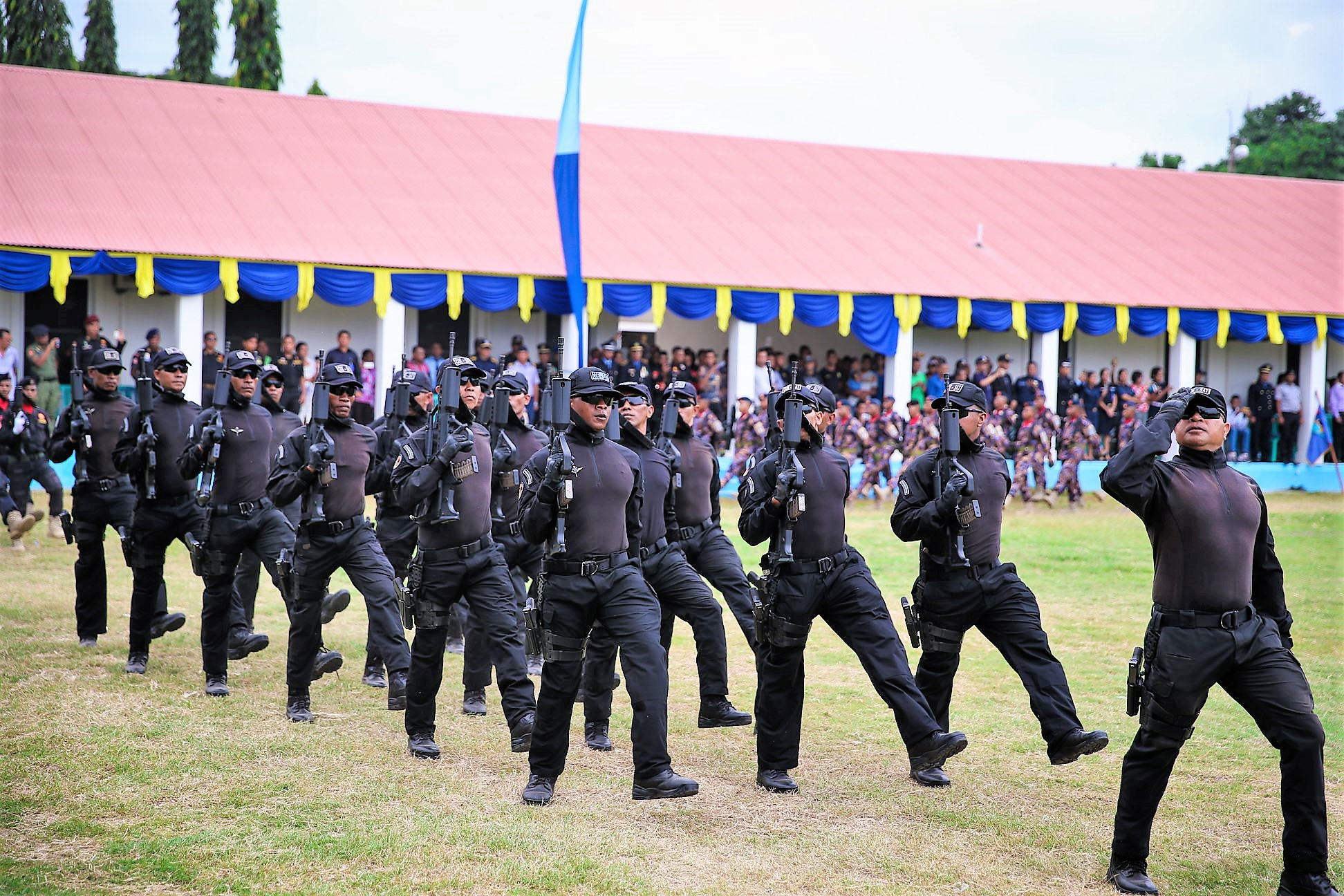
Ceremonia del 19.º Aniversario de la Policía Nacional de Timor Oriental en 2019

La función principal de las F-FDTL es proteger a Timor Oriental de las amenazas externas. También tiene una función de seguridad interna, que se solapa con la de la Policía Nacional de Timor Oriental (PNTL). Este solapamiento ha provocado tensiones entre los servicios, que se han visto exacerbadas por la baja moral y la falta de disciplina dentro de las F-FDTL.
Los problemas de las F-FDTL llegaron a su punto álgido en 2006, cuando se despidió a casi la mitad del cuerpo tras las protestas por la discriminación y las malas condiciones. El despido contribuyó a un colapso general de las F-FDTL y la PNTL en mayo y obligó al gobierno a solicitar fuerzas de paz extranjeras para restablecer la seguridad. Las F-FDTL se están reconstruyendo con ayuda extranjera y han elaborado un plan de desarrollo de las fuerzas a largo plazo.
El jefe de la Policía Nacional de Timor Oriental (PNTL) es Faustino da Costa desde 2019. Desde el 31 de octubre de 2012, la PNTL ha asumido la responsabilidad exclusiva de la seguridad interna en Timor Oriental de las fuerzas de las Naciones Unidas. No hay unidades militares en el exclave de Oe-Cusse Ambeno. Aquí, la Policía de Fronteras (portugués: Unidade de Patrulhamento de Fronteira UPF) asume las funciones de las F-FDTL. A finales de 2018, la fuerza policial estaba compuesta por 4165 agentes. Además de la PNTL, existe la Polícia Científica de Investigação Criminal, que se ocupa de delitos graves.
Según la ONU, en 2008 hubo 169 casos de agresión por cada 100 000 habitantes en Timor Oriental. La media mundial fue de 250, mientras que en EE. UU. la cifra fue de 795. También hubo tres asesinatos por cada 100 000 habitantes en Timor Oriental en 2008 (EE. UU.: seis por cada 100.000). En 2017, se registraron 4504 delitos (381 delitos por cada 100 000 habitantes). El mayor número se registró en el municipio de Dili, con 714. 1865 casos fueron delitos violentos (158 por cada 100 000 habitantes). Sólo se registraron dos homicidios (25 en el año anterior) En 2020, el PCIC registró un total de 26 homicidios en Timor Oriental. A finales de 2017, había 549 personas en las cárceles del país, de las cuales 157 estaban en prisión preventiva. 511 eran hombres, incluidos los 38 menores.

### Relaciones exteriores
Timor Oriental es un Estado miembro de pleno derecho de la Comunidad de Países de Lengua Portuguesa (CPLP), una organización internacional y asociación política de naciones lusófonas de cuatro continentes. En cada una de esas naciones, el portugués es una lengua oficial. Timor Oriental solicitó el ingreso en la Asociación de Naciones del Sudeste Asiático (ASEAN) en 2007, y la solicitud formal se presentó en marzo de 2011.

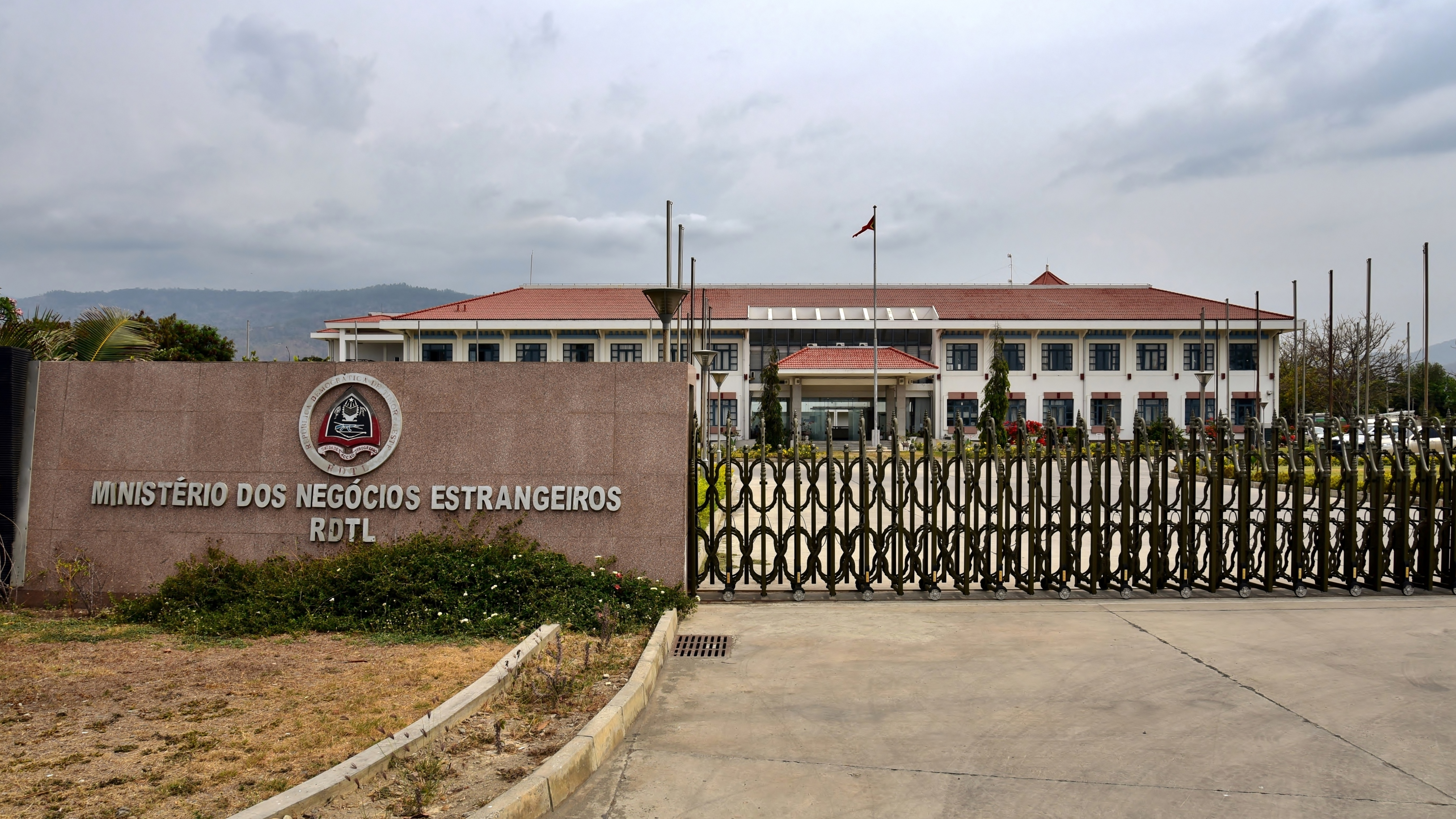
Ministerio de Relaciones Exteriores de Timor Oriental

Desde el descubrimiento de petróleo en el mar de Timor en la década de 1970, ha habido disputas en torno a los derechos de propiedad y explotación de los recursos situados en una parte del mar de Timor conocida como la Brecha de Timor, que es la zona del mar de Timor que se encuentra fuera de los límites territoriales de las naciones al norte y al sur del mar de Timor. Estos desacuerdos involucraron a Australia e Indonesia, aunque se llegó a una resolución en forma del Tratado de la Brecha de Timor. Tras la declaración de la condición de nación de Timor Oriental en 1999, se abandonaron los términos del Tratado de la Franja de Timor y se iniciaron las negociaciones entre Australia y Timor Oriental, que culminaron con el Tratado del Mar de Timor.
La reclamación territorial de Australia se extendía hasta el eje batimétrico (la línea de mayor profundidad del lecho marino) en la Fosa de Timor. Se superponía a la propia reivindicación territorial de Timor Oriental, que seguía a la antigua potencia colonial Portugal y a la Convención de las Naciones Unidas sobre el Derecho del Mar al reclamar que la línea divisoria debía estar a medio camino entre los dos países.
En 2013 se reveló que el Servicio de Inteligencia Secreto Australiano (ASIS) colocó dispositivos para escuchar al gobierno de Timor Oriental durante las negociaciones sobre los campos de petróleo y gas de Greater Sunrise. Esto se conoce como el escándalo de espionaje entre Australia y Timor Oriental.

## Organización territorial

Divisiones administrativas de Timor Oriental

Timor Oriental está subdividido en 14 municipios, 66 puestos administrativos, 452 sucos y 2 233 aldeas:
| 1. Oecusse 2. Liquiçá 3. Dili 4. Manatuto 5. Baucau | 1. Lautem 2. Bobonaro 3. Ermera 4. Aileu | 1. Viqueque 2. Cova-Lima 3. Ainaro 4. Manufahi 5. Atauro |

## Geografía

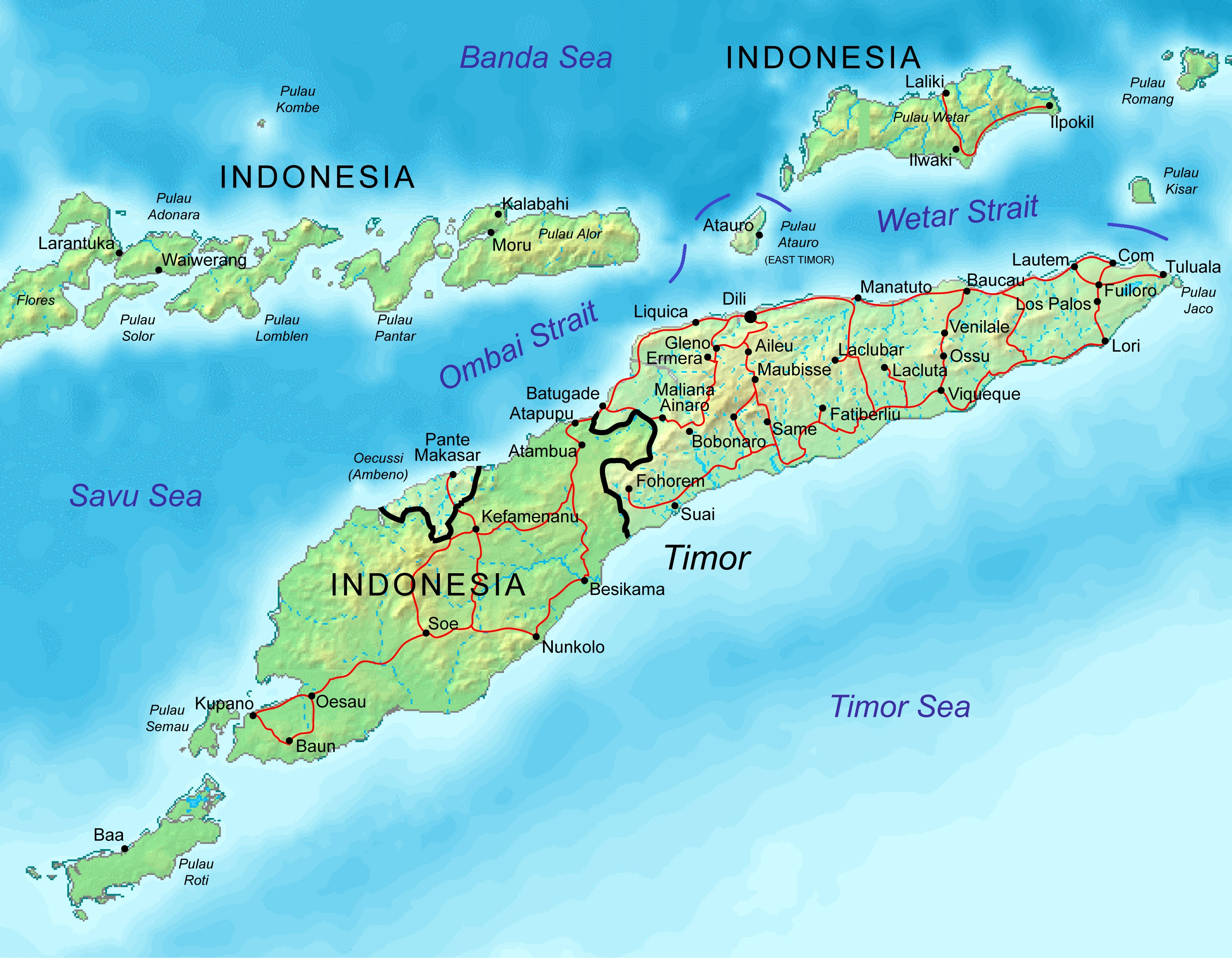
Mapa de las principales carreteras y ciudades de Timor Oriental

Timor Oriental cuenta con 14 874 km², el 160.º país en extensión territorial. La nación ocupa la parte oriental de la isla de Timor (que en idioma malayo significa Oriente), junto con el enclave de Oecusse y las islas Atauro y de Jaco, situadas en la costa noroccidental de la isla. Al norte de la misma se encuentran el estrecho de Ombai y el estrecho de Wetar y el mar de Savu; al sur con el mar de Timor, que separa la isla de Australia; al este limita con la provincia indonesia de Nusa Tenggara Oriental. Es un país muy montañoso, siendo su altura máxima es el Foho Tatamailau (2 963 m s. n. m.), con un clima tropical, caluroso y húmedo, caracterizado por un período de monzones, que causan avalanchas de tierra y frecuentes inundaciones, y un período seco. La capital del país, Dili, es a su vez la ciudad más importante y puerto principal del país; la segunda ciudad en importancia es la ciudad oriental de Baucau. En Dili funciona el único aeropuerto internacional, aunque en Baucau se encuentra un aeródromo para vuelos locales.
Timor Oriental es el único país de Asia cuyo territorio al sur del ecuador, es apenas más grande que las Bahamas o Montenegro. La masa terrestre tiene 260 km de largo y hasta 80 km de ancho Con el exclave y las islas asociadas, la extensión máxima este-oeste es de 364 km, y la máxima norte-sur de 149 km. La costa de Timor Oriental tiene 783 km de longitud y está rodeada de arrecifes de coral.
La frontera terrestre con Indonesia tiene una longitud total de 228 km, cuyo trazado está aclarado con Indonesia desde 2019. Las negociaciones sobre las fronteras marítimas entre ambos países están en marcha desde 2015.

### Geología

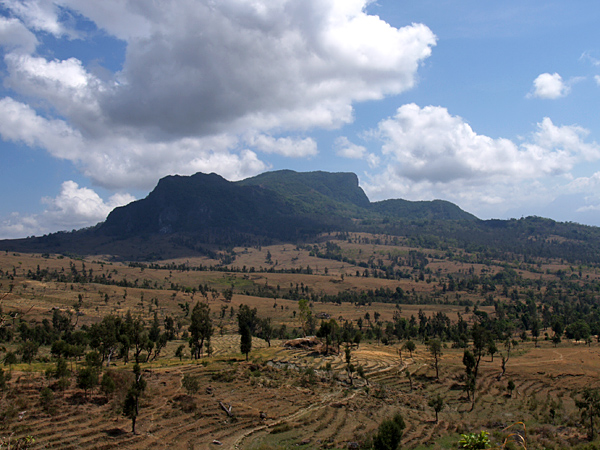
El monte Mundo Perdido

Timor se encuentra en el borde exterior del llamado Arco de Banda, que forma parte de una prolongación del Cinturón de Fuego del Pacífico y que constituye una cadena de islas alrededor del Mar de Banda. Aquí, en una zona de subducción oceánica, el extremo noroccidental de la placa australiana empuja bajo la placa euroasiática. Esto conduce, entre otras cosas, al crecimiento de la cadena montañosa de Timor, que, como cordillera central, atraviesa casi toda la isla desde el suroeste hasta el noreste, hasta la región de Turiscai. En su cima se encuentran las montañas más altas de Timor Oriental, el Tatamailau (2963 m) y el Ablai (2320 m). Más al este se encuentran montañas aisladas como el Curi (1763 m), el monte Mundo Perdido (1332 m) y el Matebian (2376 m). En la costa meridional del extremo oriental de Timor se encuentra la cordillera de Paitchau (995 m) Algunas zonas de Timor Oriental se elevan entre 1 y 1,6 mm al año. El 32,1 % de la superficie del país se encuentra a una altitud de entre 500 y 1500 m, y el 2,6 % por encima de los 1500 m Geológicamente, Timor Oriental es todavía muy joven, ya que sólo se ha levantado del mar en los últimos cuatro millones de años aproximadamente. Debido a la actividad geológica, existe un peligro constante de terremotos y tsunamis. De vez en cuando, Dili también siente los temblores de los alrededores de Timor, pero hasta ahora no han causado ningún daño.
El noreste del exclave Oe-Cusse Ambeno forma la estructura superficial más joven y salvaje de toda la isla. Es de origen volcánico y alcanza una altura de 1259 m con el Sapu (Fatu Nipane) La isla de Atauro también se formó por vulcanismo. Ya no hay volcanes activos en el territorio de Timor Oriental. Sin embargo, hay volcanes de lodo y fuentes termales. Los gases volcánicos escapan del fondo marino en la llamada playa de las Burbujas (Suco Lauhata).

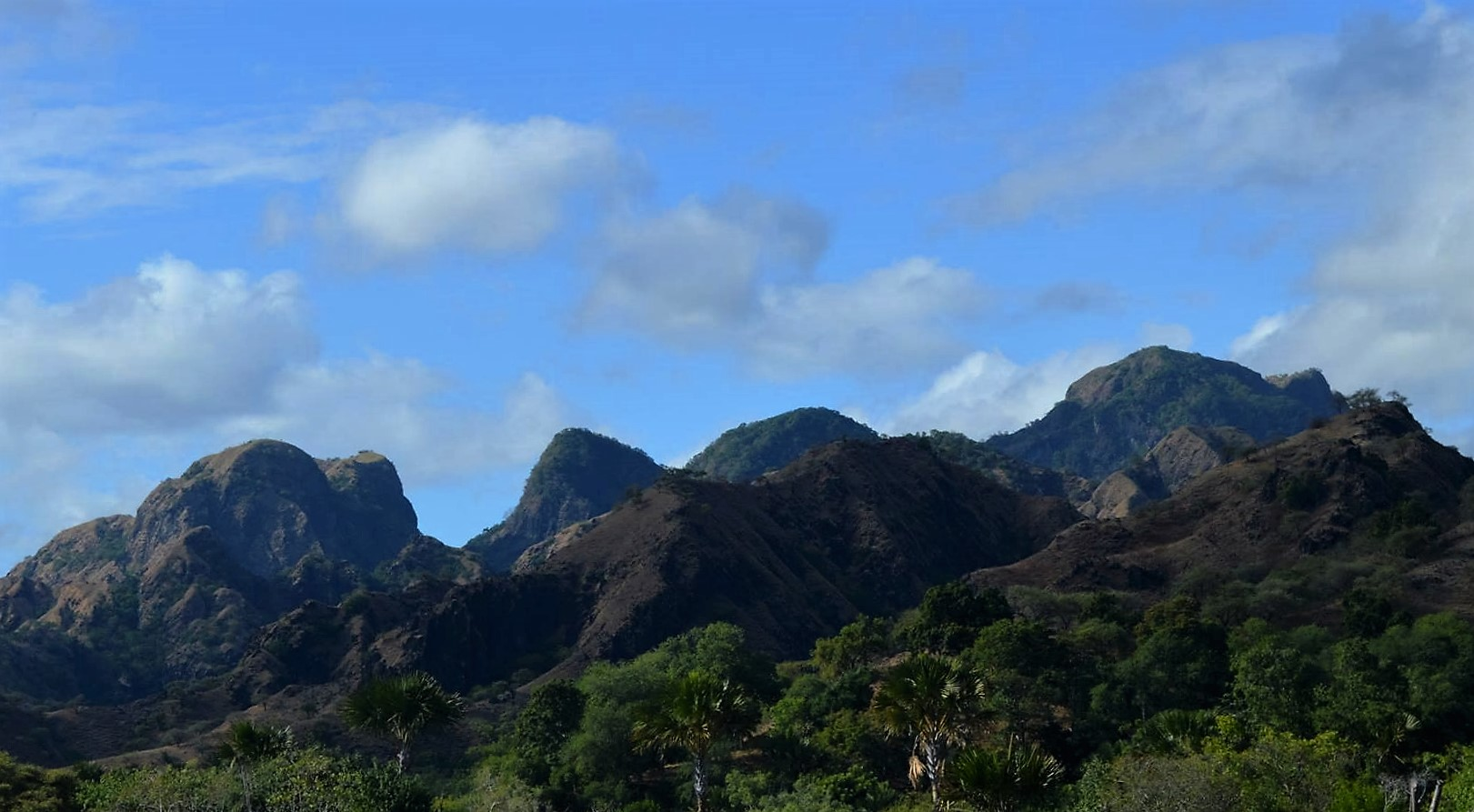
Montañas en el enclave de Oecusse

En el norte, algunas de las montañas caen abruptas al mar. Las características terrazas costeras y algunas llamativas mesetas con alturas de 400 a 700 m, como las de Baucau, caracterizan el paisaje. Las terrazas y las mesetas se formaron a partir del coral. El interior montañoso está cortado por valles. Las tierras de aluvión se encuentran entre Lautém y Baucau. Las zonas más grandes son las llanuras de Batugade, Metinaro, Dili, Manatuto, Com y a lo largo del río Lóis. En la costa meridional hay amplias llanuras costeras de entre tres y diez kilómetros de ancho, caracterizadas por pantanos estacionales, bosques pantanosos y zonas de hierba alta. Se extienden desde la frontera nacional hasta Viqueque y, más estrechamente, hasta Lore. Las más grandes son la llanura de Alas con el río Lacló al sur, la llanura de Kicra con el río Sáhen (Sahe), la llanura de Luca con el río Dilor y la llanura de Bibiluto. En la frontera con Timor Occidental se encuentra la meseta plana de Maliana, que solía ser una bahía. La meseta más llamativa de Timor Oriental es la de Fuiloro, en el municipio de Lautém. Hacia el sur, desciende imperceptible de una altitud de 700 m a 500 m debido a su gran superficie. La meseta era la laguna de un atolón primitivo. Otras tres mesetas rodean la meseta de Fuiloro: las mesetas de Nári en el norte, Lospalos en el oeste y Rere en el sur.
Las ciudades de Timor Oriental con más de 10 000 habitantes son (en 2015) Dili (244 584 habitantes), Baucau (17.357), Maliana (12.787), Lospalos (12.471) y Same (12.421)[5].

### Clima

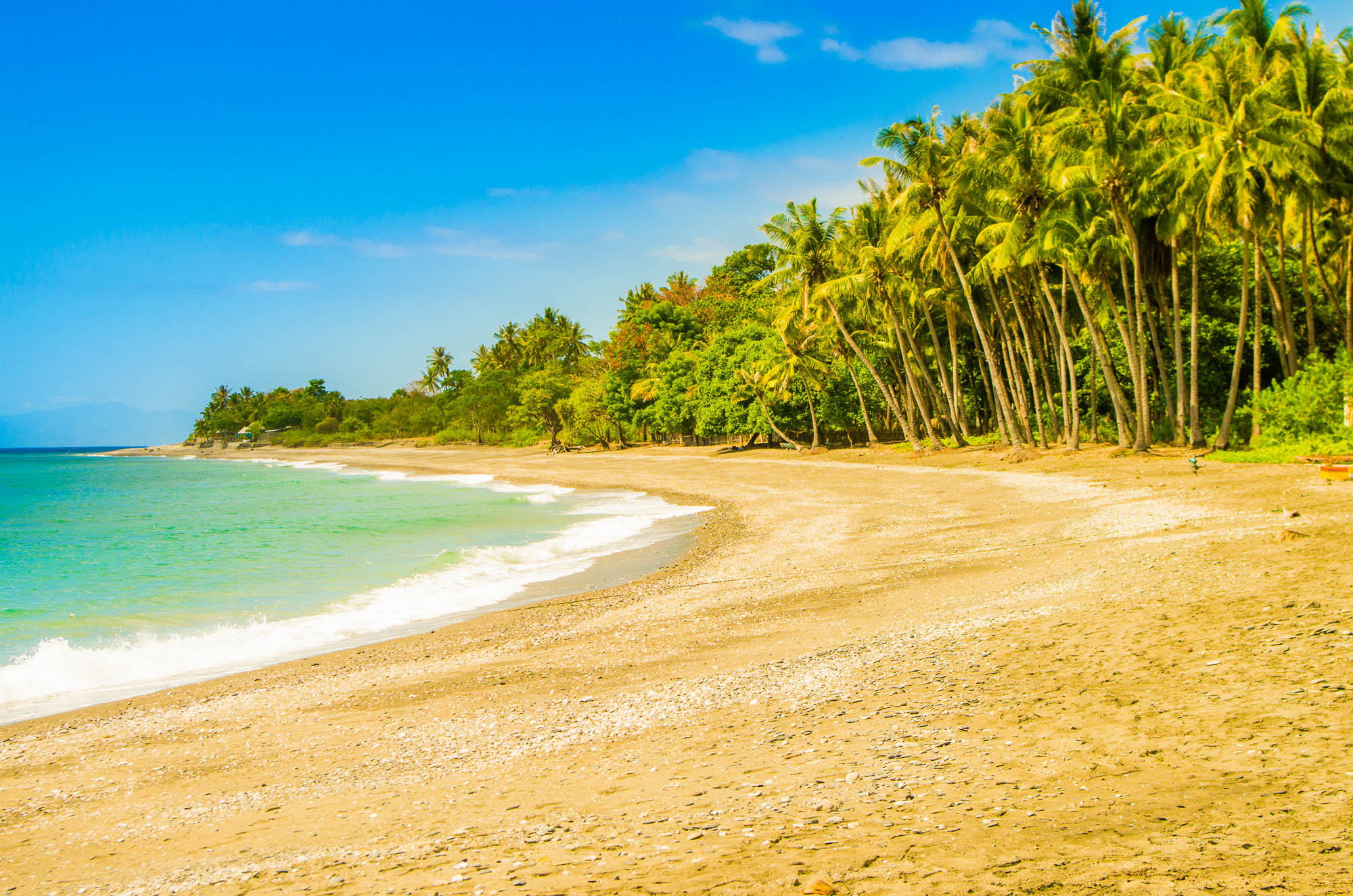
Playa en Liquica, Timor Oriental

El clima local es tropical, cálido y húmedo, y se caracteriza por una estación húmeda y otra seca. Durante el monzón del este, entre mayo y noviembre, suele haber una sequía prolongada, no llegan lluvias a la costa septentrional entonces y el paisaje marrón está reseco. Durante estos períodos de sequía, la agricultura se paraliza. Las regiones montañosas más frescas del centro de la isla y la costa meridional reciben lluvias ocasionales durante la estación seca, por lo que el paisaje sigue siendo verde. La temporada de lluvias dura desde finales de noviembre hasta abril.
Durante este tiempo, los campos se vuelven a cultivar. Al final de la temporada de lluvias le sigue la temporada de cosecha. Con las lluvias suelen producirse inundaciones; los cauces secos de los ríos pueden llenarse en muy poco tiempo y convertirse en grandes torrentes, arrastrando tierra y escombros y perturbando las carreteras. El 4 de abril de 2021, las fuertes lluvias causaron importantes daños en casi todo el país. Casi toda la capital, Dili, quedó inundada. Fue la mayor catástrofe natural ocurrida en Timor Oriental en más de 40 años.
Dili tiene una precipitación media anual de 840 mm; la mayor parte de la lluvia cae de diciembre a marzo. En cambio, la ciudad de Manatuto, situada al este de Dili, recibe una precipitación media anual de sólo 565 mm. La costa sur de Timor Oriental es más lluviosa, con 1500 a 2000 mm de precipitaciones anuales; la mayor parte de la lluvia cae en la costa meridional y central y en las montañas del sur. Sin embargo, las montañas suelen crear un microclima local particular, lo que hace que, por ejemplo, la aldea de Lolotoe, en el municipio de Bobonaro, tenga la mayor pluviosidad anual de Timor Oriental, con 2837 mm. También hay variaciones muy marcadas en las precipitaciones a lo largo de los años.
La temperatura en la estación seca oscila entre 30 y 35 °C en las tierras bajas (20 °C por la noche). Algunas partes de la costa septentrional alcanzan temperaturas superiores a los 35 °C al final de la estación seca, pero con poca humedad y casi sin precipitaciones. En las montañas, también es de cálido a caluroso durante el día, pero por la noche la temperatura puede descender por debajo de los 15 °C, y mucho más en las alturas. A 500 m sobre el nivel del mar, la temperatura media anual es de 24 °C, a 1000 m de 21 °C, a 1500 m de 18 °C y a 2000 m de 14 °C. El viento medio mensual en Dili es más débil en mayo, con 7 km/h, y más fuerte en agosto, con 12 km/h.

### Hidrografía

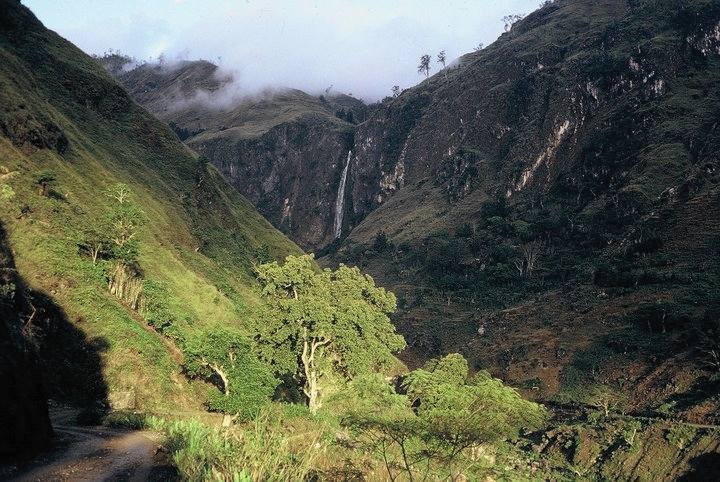
Cascada Bandera (Cascada Bandeira)

Las aguas de Timor Oriental siguen estando poco exploradas. Existe cierta controversia sobre su denominación, ya que las aguas han recibido diferentes nombres en las distintas regiones que atraviesan. Casi todos los ríos de Timor Oriental nacen en la región montañosa central y, debido a la fuerte pendiente, fluyen hacia el norte o el sur. Las aguas corrientes forman una densa red hidrográfica en la zona central de la isla. Al igual que muchas islas pequeñas de gran altitud, éstas están formadas por arroyos cortos, serpenteantes, de gran caudal. Sin embargo, permanecen secos la mayor parte del año.
Las intensas precipitaciones en temporada provocan torrentes y fuerte erosión del suelo. Sin embargo, con el fin de las lluvias, el nivel de los arroyos vuelve a bajar para poder vadearlos cómodamente. Con el regreso de los vientos secos procedentes de Australia, sólo quedan delgados riachuelos en anchos cauces llenos de basura y escombros, que se ensanchan cada año. Las inundaciones anuales, que pueden durar varios meses, también dificultan la circulación de mercancías entre las fértiles llanuras del sur y el resto del país. Se están realizando esfuerzos para limitar la erosión de las riberas con la ayuda de plantaciones y reducir así el potencial destructivo de los arroyos.
Ninguno de los ríos de Timor Oriental es navegable. En el sur sólo hay ríos que llevan agua todo el año. La razón es que la temporada de lluvias es más larga que en el norte. Los ríos que también llevan agua todo el año en el norte se alimentan del sur. Es el caso del Lacló del norte, que forma la mayor cuenca hidrográfica de Timor Oriental, el Seiçal en el municipio de Baucau y el Lóis, el río más largo de Timor Oriental con 80 km, que desemboca en Maubara. Fluyendo hacia el sur, Irebere (Irabere), Bebui, Dilor, Tafara, Belulik (Bé-lulic), Caraulun (Carau-úlun, Karau Ulun), Lacló Sur y Clerec llevan agua todo el año. El principal río del exclave Oe-Cusse Ambeno, el Tono (Nuno-eno), desemboca en el mar al oeste de Pante Macassar. En algunos ríos permanentes de la costa meridional, las fuertes mareas hacen que se acumule arena en las desembocaduras, bloqueando cada vez más la salida y provocando la formación de marismas.
El mayor lago de Timor Oriental es el Ira Lalaro (también Suro-bec), en el municipio de Lautém. Tiene una longitud de 6,5 km y una anchura de 3 km. Otros lagos interiores son el lago Maubara, el lago Seloi y los lagos Tasitol. Un atractivo especial del paisaje montañoso son las numerosas cascadas, siendo la más famosa la de Bandeira, cerca de Atsabe.

### Fauna

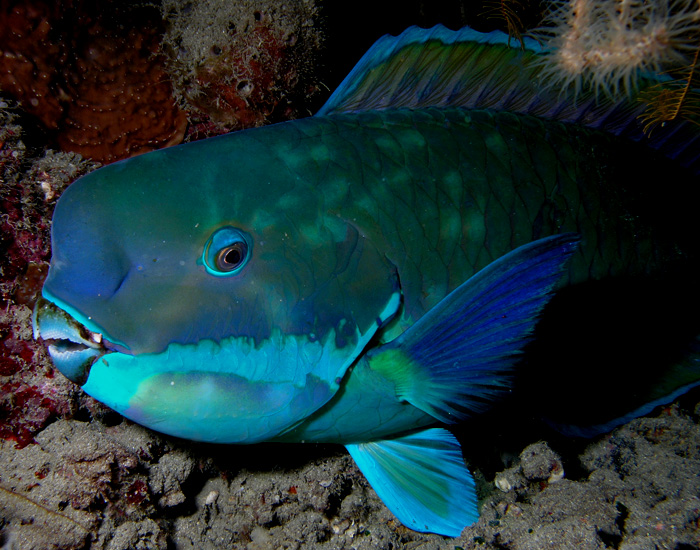
Pez loro (Chlorurus microrhinos) de Timor Oriental

La isla de Timor pertenece a Wallacea, una zona de transición biogeográfica entre la flora y la fauna asiática y australiana. Sin embargo, sólo hay unas pocas especies australianas, como el cuscús gris. Las pocas especies de mamíferos de Timor, como el ciervo de crin, los musangs, las especies de zorro volador, las musarañas y los taxones de monos, así como las aves y los insectos, se asemejan a los fenotipos comunes de Malasia. Sin embargo, 23 especies de aves sólo se encuentran en la zona de aves endémicas de Timor y Wetar, lo que hace que Timor Oriental sea especialmente interesante para los ornitólogos. El total de unas 240 especies de aves incluye numerosas especies de loros, así como amadines, cacatúas y palomas. Se pueden encontrar dugongos y ballenas azules en la costa septentrional, y los cachalotes y otros mamíferos marinos pasan regularmente por delante de Dili.
Timor Oriental sólo puede presumir de unas pocas especies de ranas de la clase de los anfibios, la mayoría de las cuales tampoco son endémicas, es decir, están restringidas a Timor. Los reptiles también enriquecen la fauna de Timor, como el dragón de Timor (Varanus timorensis), que lleva el nombre de la isla, la pitón de agua de Timor (Liasis mackloti) y la serpiente de arrecife de Timor (Aipysurus fuscus), que vive en el mar. La tortuga de Timor, que vive en el extremo oriental de la isla y no fue descubierta hasta 2007, es endémica.

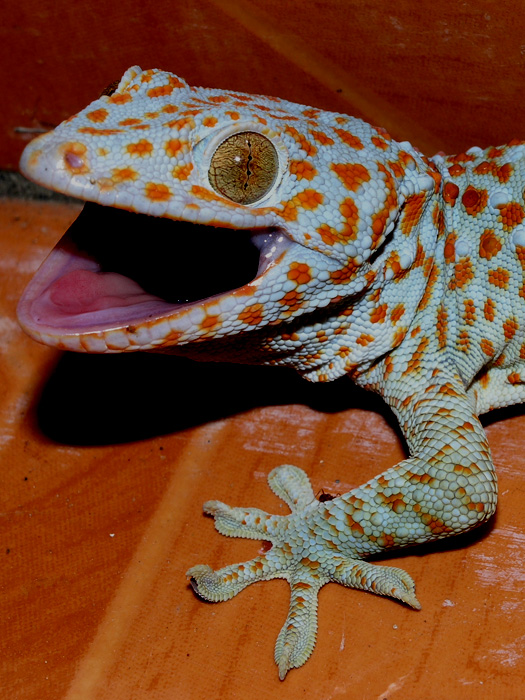
Gecko tokay (Gekko gecko) en Dare, Timor Oriental

El cocodrilo inguinal, que vive en el mar y en los ríos y es llamado «el abuelo cocodrilo», tiene un significado cultural especial. Según la leyenda, la isla de Timor tiene su origen en un cocodrilo. CrocBITE, la base de datos de ataques de cocodrilos de la Universidad Charles Darwin, registró 15 ataques mortales y otros cinco a personas en Timor Oriental desde 2007 (hasta septiembre de 2016. Los animales domésticos también son arrebatados con creciente frecuencia, por lo que en 2010 se creó un Grupo Especial de Cocodrilos compuesto por diez hombres.
Los peces de agua dulce endémicos de los ríos de Timor son el único Oryzias timorensis, de cuatro centímetros de longitud, de la familia de los peces del arroz (Adrianichthyidae), y el Craterocephalus laisapi, del género de las cabezas duras. Un buen número de especies de Timor Oriental suelen vivir en las aguas salobres de los estuarios y los manglares, entre ellas las del siluro cruciano (Ariidae), el gobio (Gobiidae), el pez arquero (Toxotidae) y el Kuhlia mugil de la familia de la cola de bandera (Kuhlia). La carpa, el bagre depredador africano y las merluzas guppy, goblin y panchax fueron introducidas por el hombre.
Las aguas que rodean Timor pertenecen al llamado Triángulo de Coral, una región con la mayor biodiversidad de corales y peces de arrecife del mundo. El pico para los peces lo proporcionan los arrecifes que rodean la isla de Atauro. En 2016 se descubrieron hasta 314 especies en sitios individuales, un valor que no se supera en ningún lugar del mundo. En total, se han registrado 643 especies de peces en los alrededores de Atauro, y varias ni siquiera han sido descritas científicamente.

### Flora
Se calcula que hay unas 2500 especies de plantas en Timor Oriental. La vegetación de Timor Oriental consiste principalmente en bosques secundarios, sabanas y praderas. Hay sobre todo especies de la familia de la Casuarina, del género Eucalyptus, del género Sappanwood, del sándalo (tetum Ai-kameli) y de los palmitos (Lontarpalms). La superficie del bosque primario original de Timor Oriental se ha reducido a 220.000 ha, es decir, el 1 % del territorio.

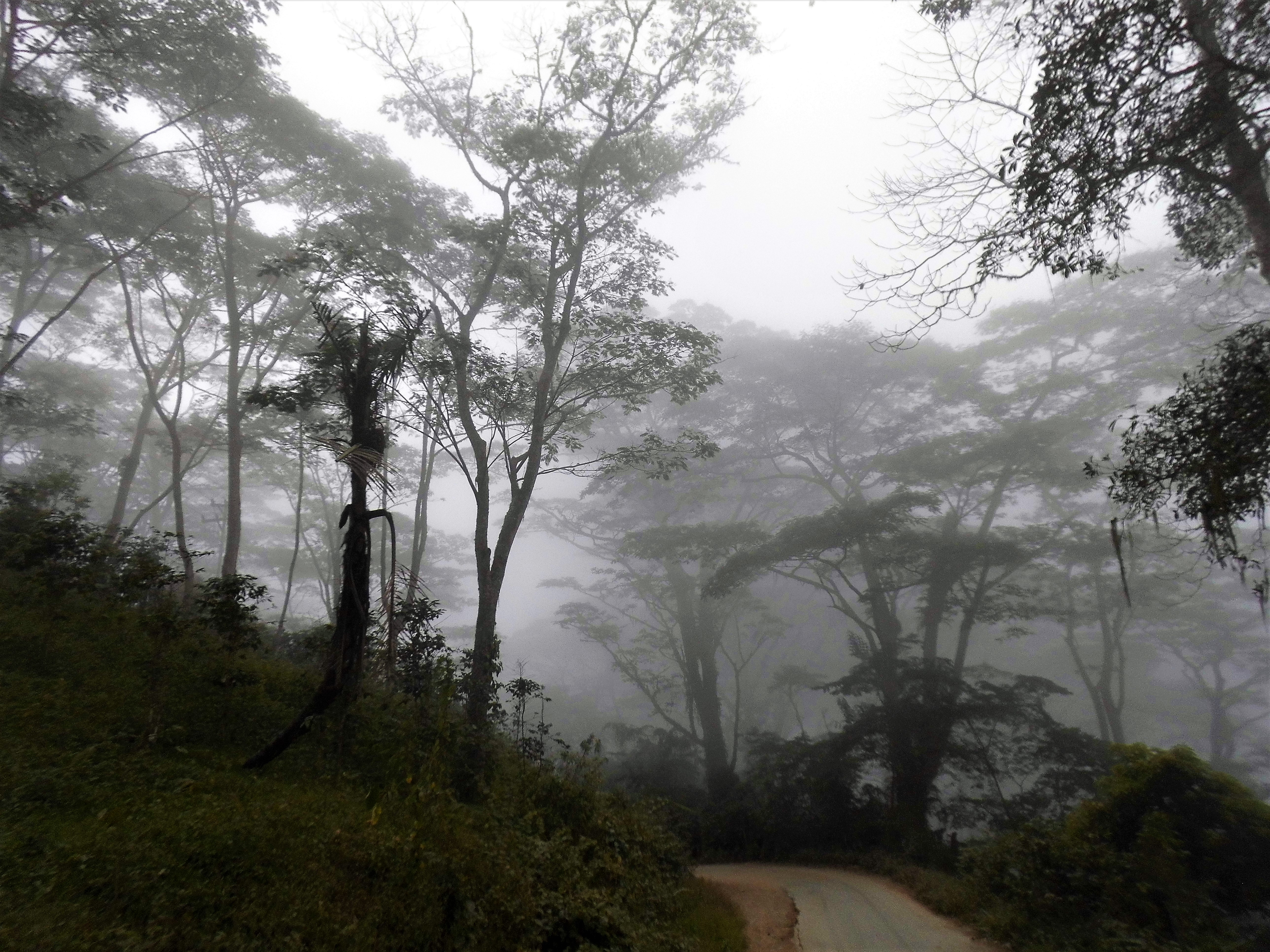
Bosque nublado en Timor Oriental

Los bosques densos ya sólo se encuentran en el sur del país y en las regiones montañosas. Los bosques de manglares sólo cubren unas 7500 hectáreas de Timor Oriental porque, a diferencia de otras islas del archipiélago, sólo hay unos pocos afloramientos en la costa. Se dan principalmente en la costa septentrional, donde el mar es más tranquilo. Por ejemplo, los manglares se encuentran en Metinaro, Tibar y Maubara. En la costa meridional, los manglares no se extienden mucho más allá de las desembocaduras de los ríos y los terrenos pantanosos.
Las tres zonas protegidas más importantes para las orquídeas en Timor Oriental se encuentran en monte Mundo Perdido, Tatamailau y Fatumasin. En 2009, se descubrieron varias especies nuevas en el monte Mundo Perdido.
Según una lista de comprobación publicada en 2008 por Silveira et al., en Timor se conocen las siguientes 66 especies de orquídeas de 38 géneros diferentes[5]. Diez de las orquídeas de Timor Oriental se consideran endémicas.

## Economía
Antes y durante la colonización, la isla de Timor era famosa por su sándalo. A finales de 1999, aproximadamente el 70 % de la infraestructura económica de Timor Oriental había sido destruida por las tropas indonesias y las milicias anti-independentistas, y 260 000 personas habían huido hacia la región occidental de la isla. En los tres años siguientes, sin embargo, un programa internacional establecido por las Naciones Unidas condujo a Timor a conseguir una reconstrucción substancial tanto en las zonas urbanas como en la rurales. Para mediados del 2002, solo 50 000 de los refugiados se encontraban fuera del país. Este esfuerzo exitoso de la ONU fue liderado por el representante especial del secretario general Sergio Vieira de Mello, más tarde alto comisionado para los Derechos Humanos y quien muriera asesinado en Bagdad en agosto del 2003.
El país continúa enfrentando grandes retos en la reconstrucción de su infraestructura y el fortalecimiento de su joven administración gubernamental. Un prometedor proyecto a largo plazo es la explotación (en conjunto con Australia) de reservas de petróleo y gas natural en las aguas al sureste de Timor, en un lugar que pasó a ser conocido como la Brecha de Timor tras la firma entre Indonesia y Australia del Tratado de la brecha de Timor, cuando Timor Oriental aún estaba bajo ocupación indonesia.

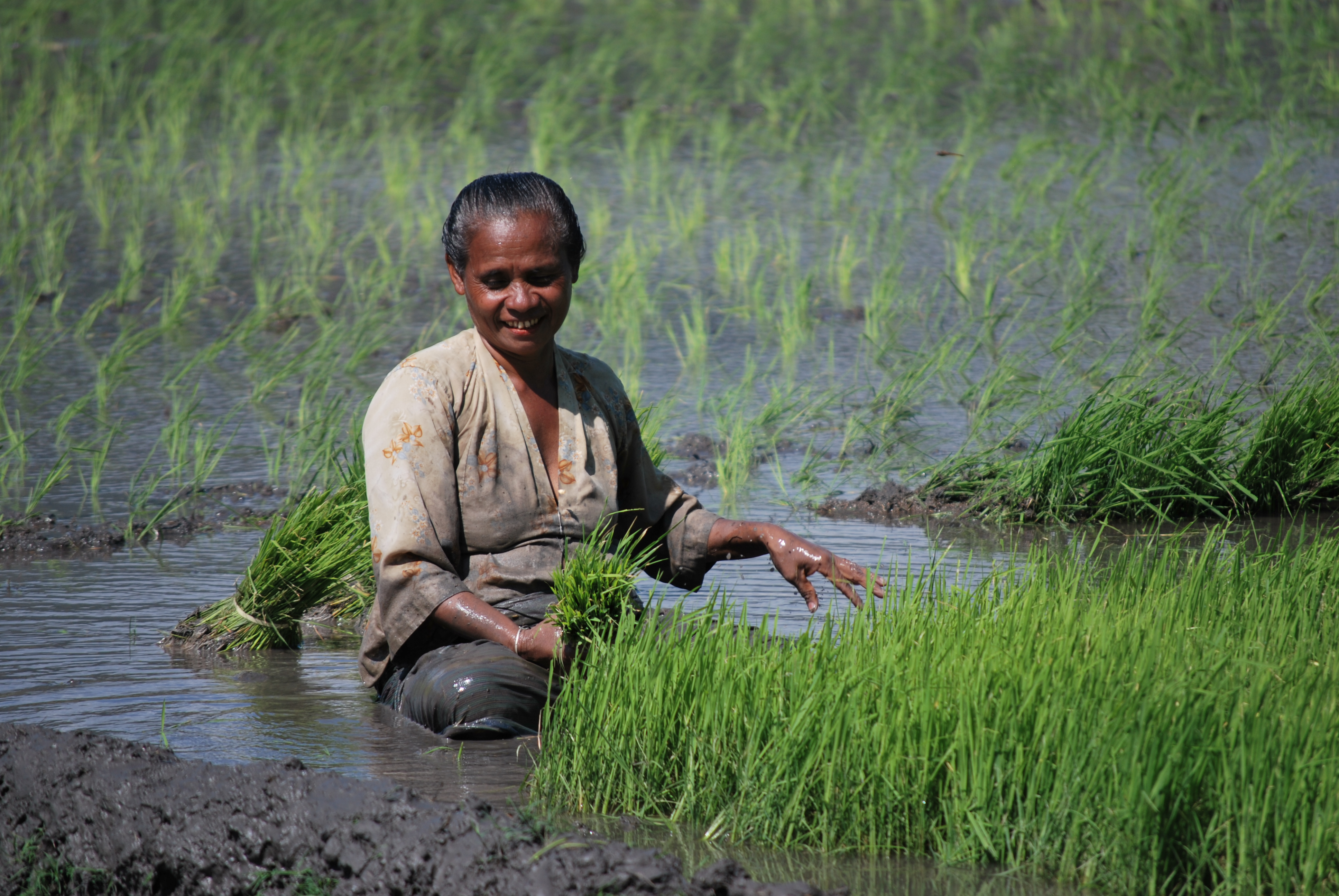
Los campos de arroz en Oemelo

Tras la independencia, Timor Oriental no heredó fronteras marítimas permanentes, por lo que su gobierno busca negociar una frontera en un punto medio entre el país y Australia. Hasta mayo de 2004, el gobierno de Australia tenía la intención de establecer los límites al final de la plataforma continental australiana. Normalmente una disputa marítima como esta podría haber sido referida a la Corte Internacional de Justicia o al Tribunal Internacional de Derecho del Mar para una decisión imparcial. Sin embargo, Australia se retiró de estas organizaciones al enterarse de que Timor Oriental podría recurrir a ellas para hacer sus reclamos territoriales. Muchos grupos afirman que Australia obstaculizó las negociaciones deliberadamente porque la situación actual le beneficia económicamente. El Tratado del mar de Timor, firmado en 2002, reemplazó al anterior suscrito entre Australia e Indonesia, y reguló el intercambio del producto del petróleo encontrado en la denominada Área Conjunta de Desarrollo del Petróleo, pero no determinó la soberanía ni el límite marítimo entre los dos países. El tratado declara expresamente que se mantiene el derecho de cualquiera de los dos países a reclamar la parte superpuesta del lecho marino.
En 2016, sin embargo, tras un recurso de conciliación presentado por Timor Oriental ante la Convención de las Naciones Unidas sobre el Derecho del Mar, esta se declaró competente para mediar en el establecimiento definitivo de las fronteras marítimas entre ambos países, tomando como antecedente base el tratado del mar de Timor, proceso iniciado el año siguiente.

## Infraestructura

### Medios de comunicación

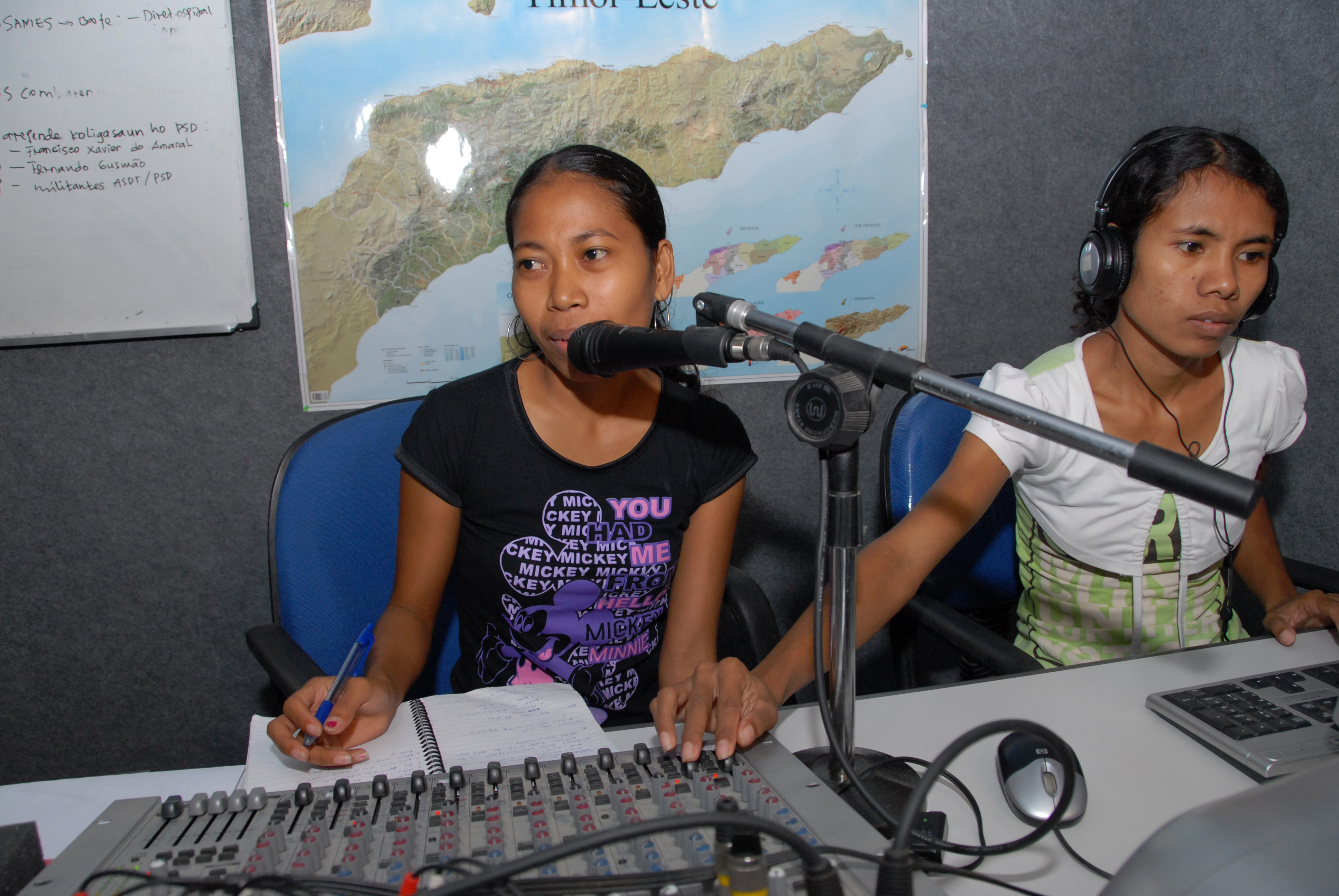
Formación de los presentadores de radio

El desarrollo de los medios de comunicación en Timor Oriental comenzó de cero tras 1999, año de la consulta popular sobre la independencia, pues los incipientes medios existentes (junto con otras infraestructuras) fueron destruidos. En 2010, Timor Oriental contaba con una empresa pública de radio y televisión (Radio Televisión Timor-Leste), quince radios comunitarias y varias publicaciones impresas.
Debido a la gran cantidad de lenguas que se utilizan en Timor Oriental, los periódicos también se publican en diferentes idiomas. El Diario Tempo, el Diario Nacional y el Seminario se publican en portugués. El Lia Foun se publica en Tetum. Timor Post (en tetum y bahasa indonesia), East Timor Sun y Suara Timor Lorosae (en inglés, portugués, bahasa indonesia y tetum) se publican en varios idiomas. Un periódico se publica semanalmente, tres diariamente y otros esporádicamente.
La televisión juega un papel menor a nivel nacional. Los timorenses más ricos poseen televisores por satélite y suelen ver canales indonesios y australianos, y a veces chinos. La emisora nacional es Televisão de Timor Leste (TVTL). También emite sus propias producciones en Tetum, como una popular serie de cómics sobre la historia y las leyendas timorenses. En 2015, el canal educativo estatal Televisão Educação Timor salió al aire. Las televisiones privadas de Timor Oriental son TV-Suara Timor Lorosae (TV-STL) y Grupo de Média Nacional-TV (GMN TV). Radio e Televisão Maubere (RTM) que es la emisora del partido FRETILIN.

### Telecomunicaciones

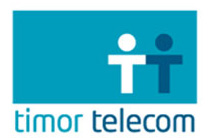
Logo de Timor Telecom

La red GSM fue construida por Timor Telecom, que pertenece en un 50,1 % a Portugal Telecom. Otros accionistas son el Estado de Timor Oriental y Vodatel. En 2009, Timor Telecom firmó un contrato con la empresa china ZTE para ampliar el sistema de telefonía móvil y establecer el sistema CDMA de banda ancha. El gobierno levantó el monopolio de Timor Telecom en 2010 para permitir la libre competencia. En junio de 2012, se anunció que PT Telekomunikasi Indonesia International (Telin) con su filial de Timor Oriental, Telkomcel, y Digicel Pacific Limited (Digicel) recibieron licencias. En 2017, Telemor, filial de la vietnamita Viettel, lanzó la primera red 4G en Timor Oriental.
En 2016, el 1,2 % de la población tenía acceso a una conexión a Internet. El uso de Internet en Timor Oriental es, por tanto, principalmente móvil. El número de teléfonos móviles aumentó considerablemente después de 2006. Mientras que en 2006 solo el 10 % de la población tenía un teléfono móvil, en 2012, con 600.000 teléfonos móviles, la proporción ya se elevaba a más de la mitad de la población, y en 2014 la proporción de propietarios de teléfonos móviles era del 63 % de la población. En 2008 solo había 2641 teléfonos fijos.
En términos de velocidad de conexión a Internet, Timor Oriental ocupa el penúltimo lugar del mundo en 2020. La velocidad media de descarga es de 0,89 megabits por segundo. Descargar un archivo de cinco gigabytes lleva casi 13 horas. En Portugal sólo se tarda 18 minutos, y en el país mejor clasificado, Liechtenstein, sólo tres minutos.

### Energía y agua

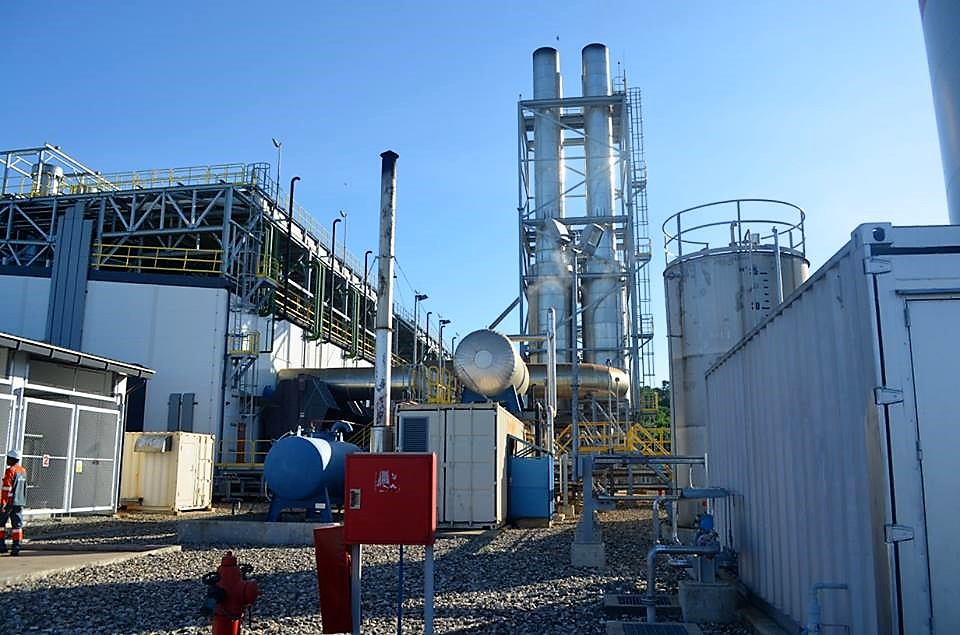
Central Eléctrica de Betano

Según las estadísticas, el 66 % de los hogares tiene acceso a fuentes de agua potable, y sólo el 21 % tiene el agua en la casa o dentro de ella. Los habitantes de los demás hogares tienen que obtener agua potable de tuberías públicas, pozos, manantiales o masas de agua. Sin embargo, el inadecuado sellado de las instalaciones sanitarias provoca la contaminación de las aguas subterráneas, por lo que Salvador Eugénio Soares dos Reis Pires, ministro de Obras Públicas, estimó en 2018 que alrededor del 73 % de los timorenses orientales obtienen el agua de fuentes contaminadas.
El 90 % de los hogares utiliza la leña para cocinar, lo que provoca el declive de los bosques. Casi la mitad utiliza parafina para producir luz, y el 37 %, electricidad. La mayoría de las veces se utilizan generadores de gasóleo para producir electricidad, por lo que en los lugares más pequeños la electricidad suele estar disponible sólo durante unas horas por la noche, si es que lo está. El proveedor de electricidad en Timor Oriental es Electricidade de Timor-Leste (EDTL). Posee las mayores centrales eléctricas del país.
Desde 2008, la primera central hidroeléctrica construida por Noruega funciona cerca de Gariuai (municipio de Baucau). También hay proyectos con centrales de biogás operadas por cooperativas de pueblos, como en Loi-Huno (Viqueque) y Ponilala (Ermera).
En 2011, llegaron siete generadores desde Finlandia para una central eléctrica de petróleo en Hera. Producen 11* MW para las cercanías. La finlandesa Wärtsilä explota la central desde 2012. En Betano se construyó la Central Eléctrica de Betano, una central de 136 MW para abastecer la costa meridional, que se inauguró oficialmente el 20 de agosto de 2013. Se han construido nueve subestaciones. De los 600 km de líneas de alta tensión y 120 km de cables de distribución previstos, en agosto de 2013 se había construido el 90 %. De este modo, se centralizó el suministro de energía en 47 oficinas administrativas de los doce municipios. En la región administrativa especial, el exclave Oe-Cusse Ambeno, la central eléctrica de Inur-Sacato funciona desde 2015. También fue construido por Wärtsilä. La isla de Atauro se abastecerá de electricidad mediante un cable submarino.

## Demografía

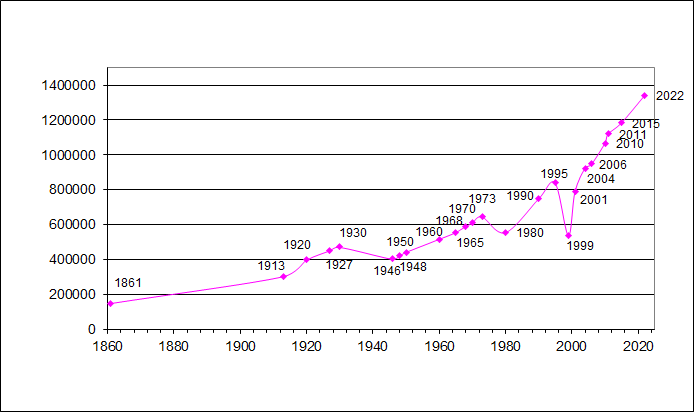
Evolución de la población de Timor Oriental entre 1861 y 2010.

La población de Timor Oriental es conocida colectivamente como "Maubere", término originalmente despectivo pero que se volvió digno por los grupos de resistencia, consiste en distintos grupos étnicos descendientes de los malayos y de los papúes en los que se nota importante aporte cultural y genético europeo (portugués, y existe una minoría étnica china, principalmente hakka, aunque la mayoría de los chinos y hakkas debieron huir del país al ser especialmente perseguidos por los indonesios tras la invasión de 1975 refugiándose principalmente en Australia). Como ocurre en otras antiguas colonias portuguesas, donde el matrimonio entre etnias era ampliamente aceptado, existe un pequeño grupo de mestizos, llamados en portugués mestiços.
La ocupación del país por parte de Indonesia, y la posterior represión hacia la población local, provocó un enorme éxodo de habitantes timorenses, dirigido principalmente a Australia y los países lusoparlantes, sobre todo la antigua metrópoli, Portugal, y Brasil. Después de la independencia, la mayoría de refugiados ha regresado al país.
Según estimaciones hechas en julio de 2012 por la CIA, la población timorense asciende a 1.201.255; sin embargo, otras fuentes estiman que la población total apenas supera los 800.000. Esta variación se debe a la falta de registros anteriores para observar el crecimiento demográfico y a la inaccesibilidad de algunas regiones para realizar un censo. Dili, la capital, es la ciudad más poblada de la nación, ya que en ella viven más de 168 000 personas.

### Religión
| Religión en Timor Oriental (2016) | Religión en Timor Oriental (2016) | Religión en Timor Oriental (2016) | Religión en Timor Oriental (2016) | Religión en Timor Oriental (2016) |
| --------------------------------- | --------------------------------- | --------------------------------- | --------------------------------- | --------------------------------- |
| Religión                          | Religión                          |                                   | Porcentaje                        | Porcentaje                        |
| Católicos                         | Católicos                         |                                   | 96.2 %                            | 96.2 %                            |
| Protestantes                      | Protestantes                      |                                   | 2.9 %                             | 2.9 %                             |
| Otras religiones y ateísmo        | Otras religiones y ateísmo        |                                   | 0.9 %                             | 0.9 %                             |
| Fuente: censo de población (2016) |                                   |                                   |                                   |                                   |

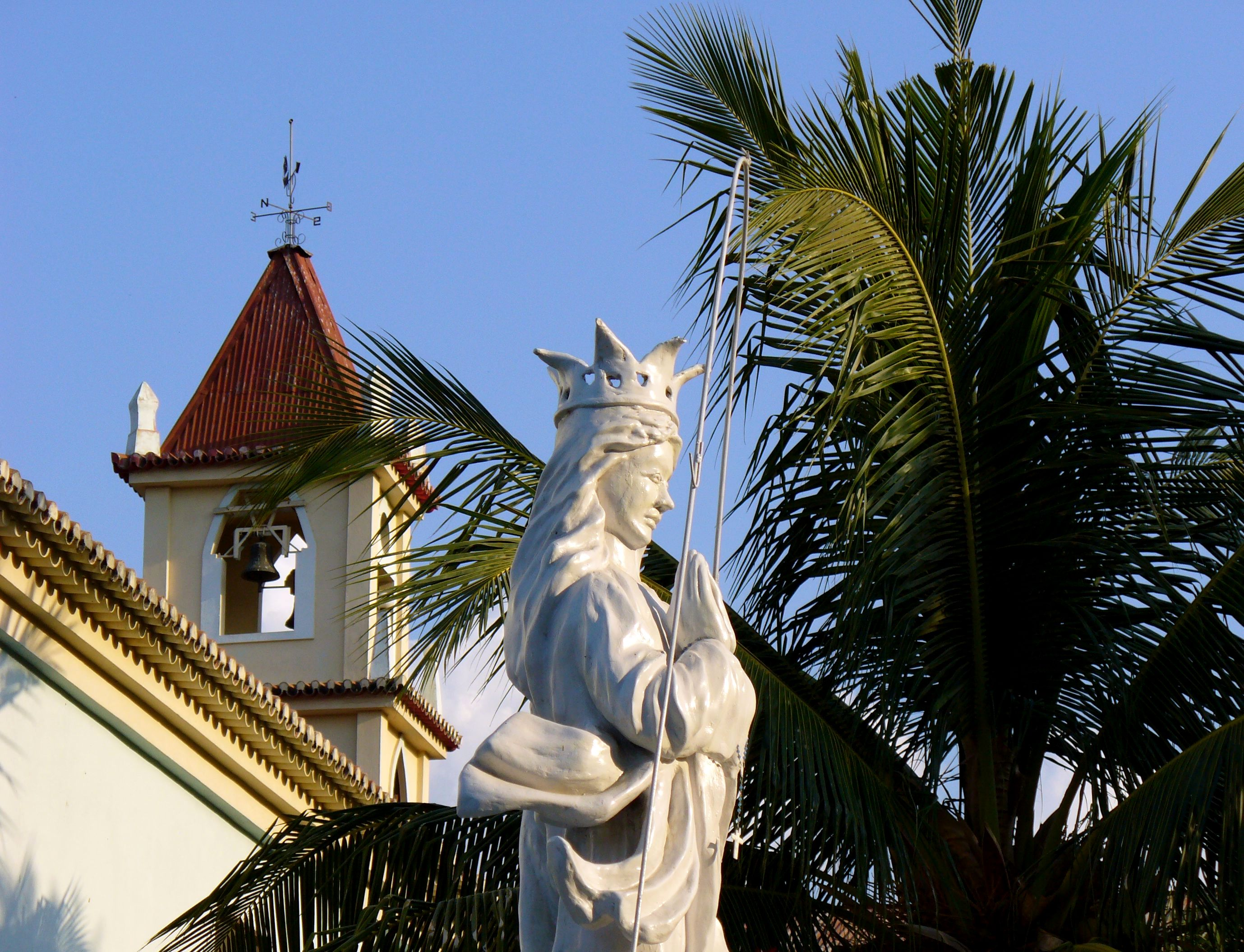
Iglesia de la Inmaculada Concepción en la localidad de Balide, cerca de Dili.

Timor Oriental es en Asia, junto con las Filipinas, el único país preponderantemente católico (96,2 %), como consecuencia de la colonización portuguesa en Timor Oriental, y española en las Filipinas. También hay una minoría musulmana. El resto de la población profesa diversas formas de protestantismo, animismo, hinduismo y budismo.
En 2016 la población cristiana era 96,2 % católica y otro 2,9 % protestante; el resto era de otras creencias o religiones y un 0,1 % era atea.
El número de protestantes y musulmanes disminuyó significativamente después de septiembre de 1999 porque estos grupos estaban representados de manera desproporcionada entre los partidarios de la integración con Indonesia y entre los funcionarios públicos indonesios asignados para trabajar en la provincia de otras partes de Indonesia, muchos de los cuales abandonaron el país en 1999. Las fuerzas militares indonesias anteriormente estacionadas en el país incluían un número significativo de protestantes, quienes desempeñaron un papel importante en el establecimiento de iglesias protestantes en el territorio. Menos de la mitad de esas congregaciones existían después de septiembre de 1999, y muchos protestantes se encontraban entre los que permanecían en Timor Occidental. Cabe recordar que por una parte la dictadura de Suharto promovió la colonización forzada de muchos indonesios de etnia austronesia y religión musulmana (conocida como "Transmigrasi"), y estos marcharon del país apenas se hubo producido la retirada de los militares ocupantes.
Si bien la Constitución de Timor Oriental consagra los principios de libertad de religión y separación de Iglesia y Estado en la Sección 45 Coma 1, también reconoce «la participación de la Iglesia católica en el proceso de liberación nacional» en su preámbulo (aunque esto no tiene valor legal). Tras la independencia, el país se unió a Filipinas para convertirse en los únicos dos estados predominantemente católicos en Asia, aunque partes cercanas del este de Indonesia, como Timor Occidental y Flores, también tienen mayorías católicas. En la actualidad muchos grupos protestantes financiados por Estados Unidos pero que recurren a pastores brasileños hacen un proselitismo protestante muy fuerte.
La Iglesia católica divide a Timor Oriental en tres diócesis: la diócesis de Díli, la diócesis de Baucau y la diócesis de Maliana, que tienen vínculos amistosos con los cientos de diócesis de Filipinas.

### Idiomas

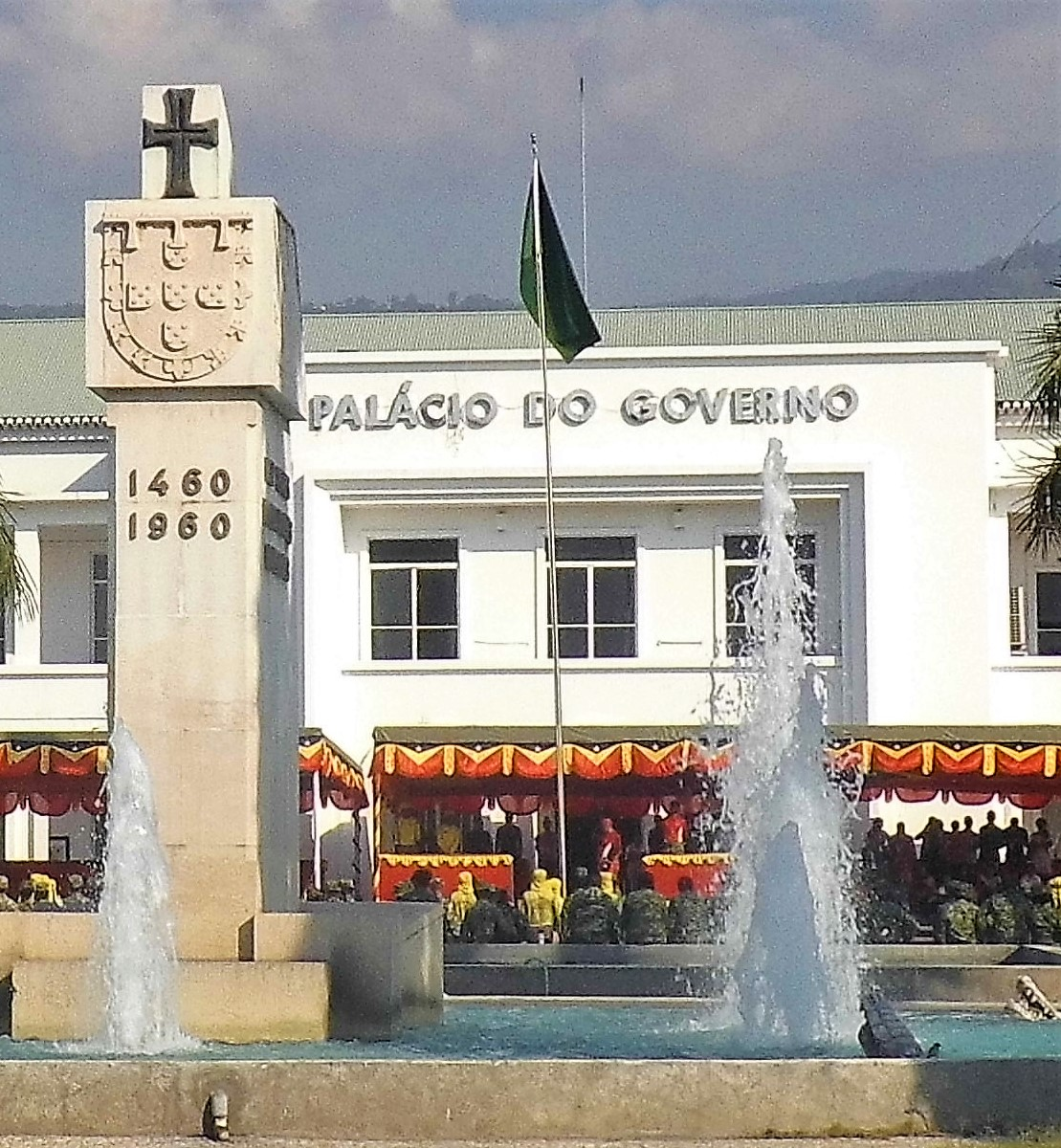
Palacio de Gobierno con el nombre escrito en portugués

El país posee dos lenguas oficiales: portugués y tetun, una lengua austronesia local. Otras catorce lenguas indígenas son habladas: bekais; dawan; galoli; habun; idalaka; kawaimina; kemak; makalero; makasai, de origen makasar (Indonesia).
Bajo el dominio indonesio, el uso del portugués fue prohibido, pero fue usado por la resistencia clandestina, especialmente en las comunicaciones con el mundo exterior. El idioma ganó importancia como un símbolo de resistencia y libertad, junto con el tetun, como una manera de diferenciar el país de sus vecinos. Está ahora rápidamente siendo restaurado como la lengua nacional, con la ayuda de Portugal y Brasil. Ahora es hablado por el 50 % de la población (el número se ha duplicado en los últimos cinco años).
Timor Oriental es miembro de la Comunidad de Países de Lengua Portuguesa y miembro de la Unión Latina.

### Educación
Aproximadamente un cuarto de la población adulta es analfabeta. El analfabetismo es mayor entre las mujeres. El analfabetismo era del 60 % al final del dominio colonial portugués. En 2006, entre el 70 % y el 90 % de los niños en edad escolar primaria asistían a la escuela. El país posee la Universidad Nacional de Timor Oriental. (Portugués: Universidade Nacional de Timor Leste; Tetun: Universidade Nasionál Timór Lorosa'e).
Desde la independencia, tanto el indonesio como el tetum han perdido terreno como medios de enseñanza, mientras que el portugués ha aumentado: en 2001, sólo el 8,4 % de los alumnos de primaria y el 6,8 % de los de secundaria asistían a un centro de enseñanza en portugués; en 2005, esta cifra había aumentado al 81,6 % en primaria y al 46,3 % en secundaria. El indonesio desempeñaba antes un papel considerable en la educación, ya que lo utilizaba el 73,7 % de todos los alumnos de secundaria como medio de enseñanza, pero en 2005 el portugués se utilizaba en la mayoría de las escuelas de Baucau, Manatuto, así como en el distrito capital.

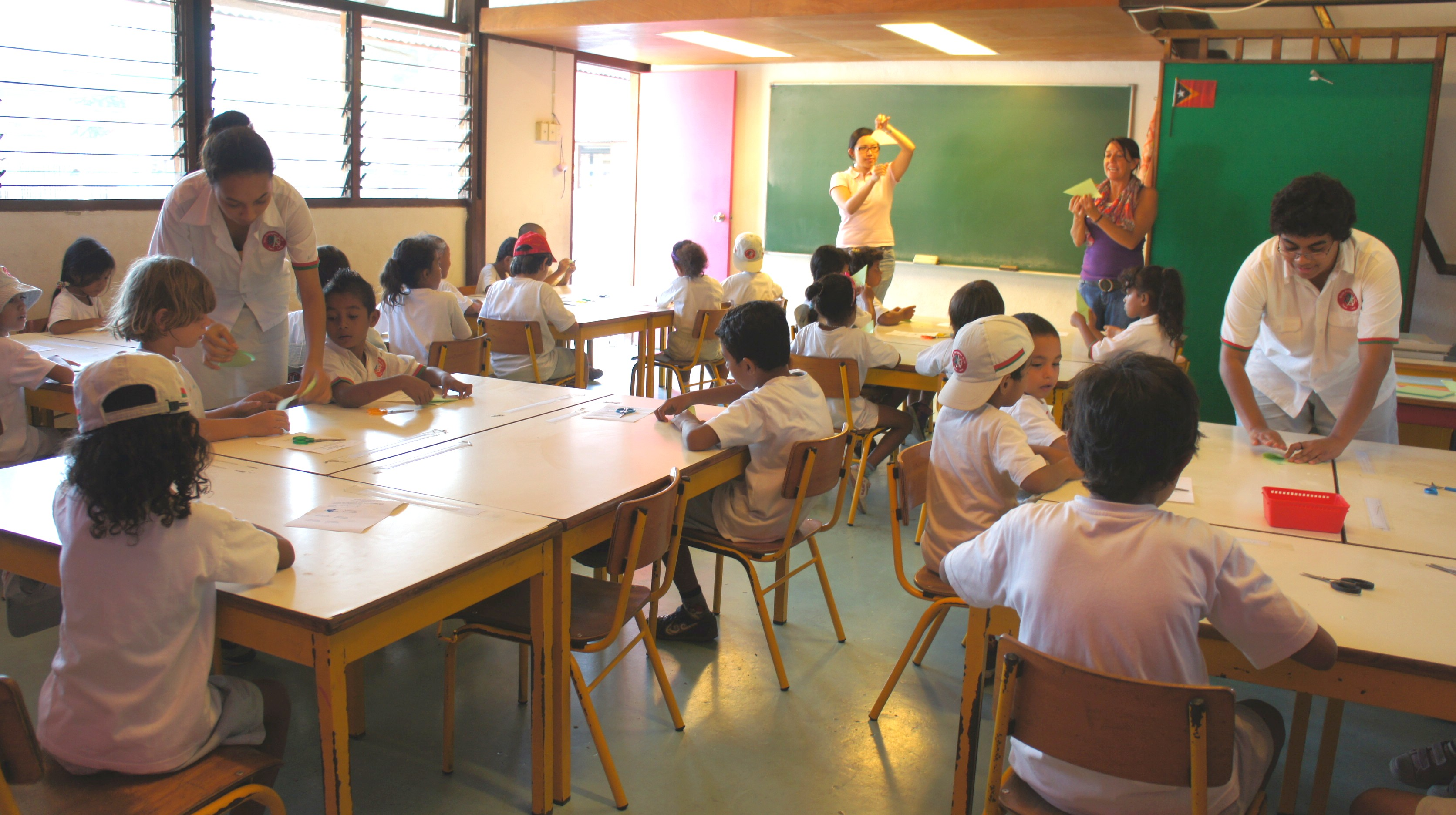
Escuela portuguesa de Dili.

Filipinas ha enviado profesores filipinos a Timor Oriental para enseñar inglés, con el fin de facilitar un programa entre los dos países, según el cual los ciudadanos de Timor Oriental que lo merezcan y tengan conocimientos de inglés recibirán becas universitarias en Filipinas.

### Sanidad
La esperanza de vida al nacer era de 60,7 años y la esperanza de vida sana al nacer era de 55 años en el año 2007. La tasa de fertilidad es de seis nacimientos por mujer. El gasto público en salud fue de 150 dólares de EE. UU. (PPA) por persona en 2006. Muchas personas en Timor Oriental carecen de agua potable.

## Cultura

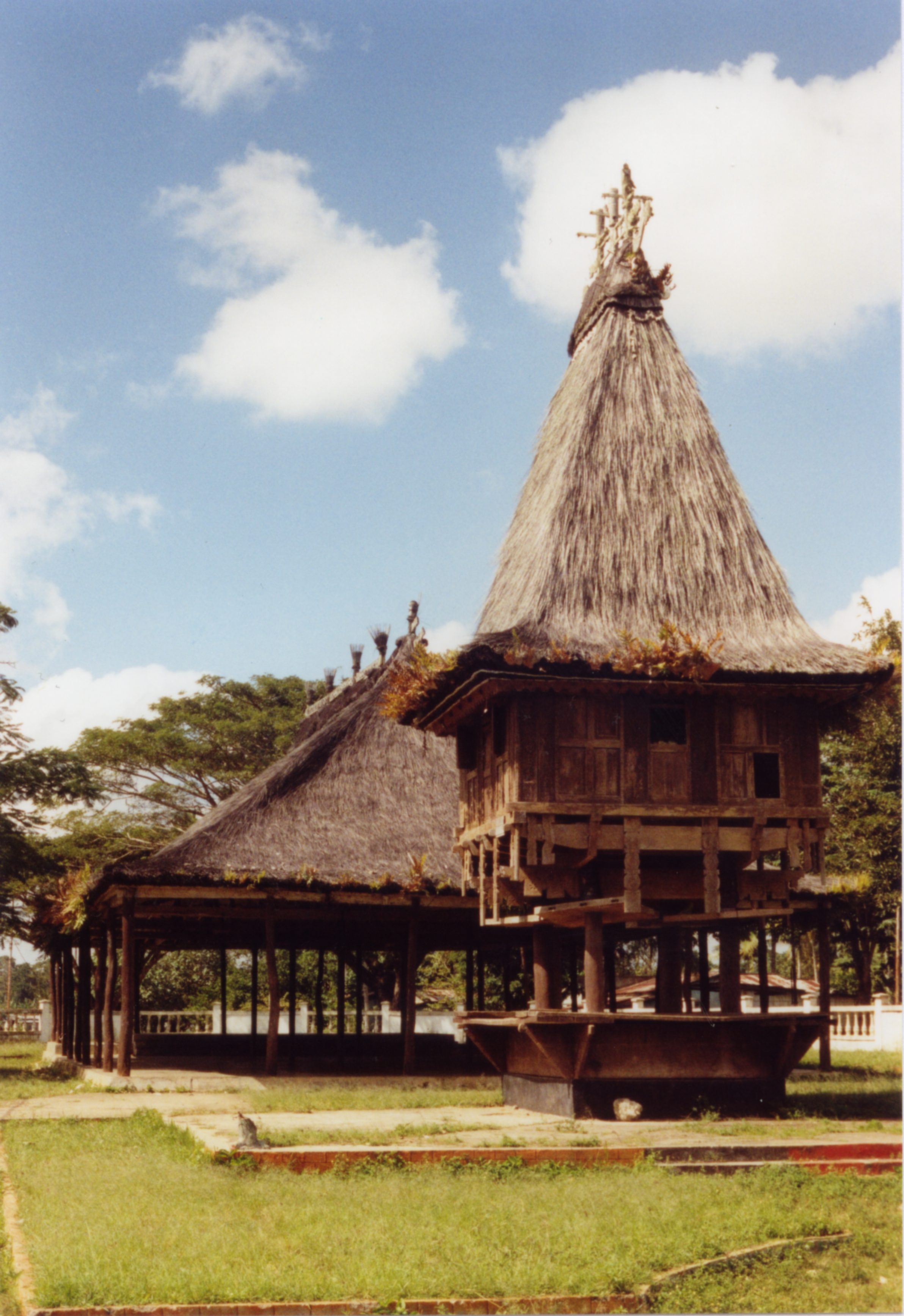
Lospalos, villa tradicional (topónimo que viene del fataluco lohoasupala).

La cultura de Timor Oriental refleja numerosas influencias, incluyendo la portuguesa, la cristiana católica, la malaya, y las de las culturas indígenas austronesias y melanesias de Timor. La leyenda local cuenta que un cocodrilo gigante se transformó en la isla de Timor, o en la Isla Cocodrilo, como se llama a menudo. La cultura timorense oriental está fuertemente influenciada por las leyendas austronesias, aunque la influencia católica es también muy fuerte. Hay una fuerte tradición en la poesía. El primer ministro Xanana Gusmão, por ejemplo, es un distinguido poeta. En cuanto a la arquitectura, muchos edificios de estilo portugués se pueden encontrar, junto con las casas tradicionales tótem de la región oriental. Estas son conocidas como uma lulik («casas sagradas») en tetum, y lee teinu («casas con las piernas») en Fataluku. La artesanía es también muy diversa, por ejemplo con el tejido de bufandas tradicionales o Tais.

### Baile tradicional

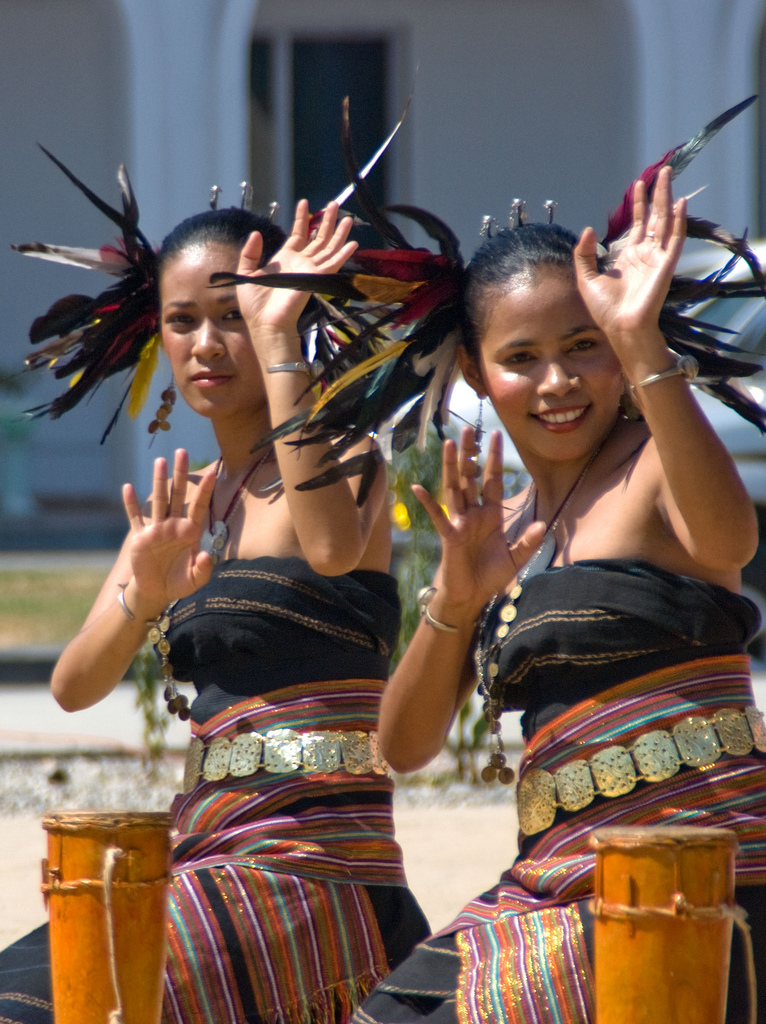
Bailarinas tradicionales timorenses.

Timor Oriental tiene su propio baile tradicional, el cual refleja la identidad de su rica cultura. El país está constituido por 13 distritos con aproximadamente 32 dialectos y cada uno con su propio baile tradicional.
Cada distrito tiene su propio baile con diferentes instrumentos y trajes. La mayoría de estos bailes solo se presenta en el Día de La Independencia, fiesta de casamiento y si hay alguien que fallece con edad de más de 100 años.
Los instrumentos que usan para acompañar este baile son: babadok, bamboo, cuerno de búfalo y un instrumento en forma de bandeja con el centro cóncava. Los trajes son:
Los hombres usan taís (traje tradicional), pelo de caballo (para envuelta los pies), pelo de gallo (como corona), cadena con una especie de moneda de plata o oro aproximadamente 10 cm, una bolsa hecha por una hoja de palma.
Las mujeres usan taís (cubre el cuerpo hasta encima del pecho), pelo bien peinado como las bailarinas de ballet y con instrumento babadok. Este baile popularmente se llama tebe-tebe, las mujeres "bailan" y con la espada hacen movimientos como si fueran a pelear entre ellas para conquistar a un hombre, luego estos hombres bailan con las chicas en el baile con un ritmo típico; casi igual a las naciones melanesias.
La cultura del país refleja numerosas influencias culturales,como las portuguesas, malayas y católicas de las culturas indígenas austronesias en Timor Oriental.

### Tradiciones
En 2014, el gobierno de Timor Oriental declaró el cumpleaños del poeta Francisco Borja da Costa, el 14 de octubre, como "Día Nacional de la Cultura Timorense". La cultura de Timor Oriental tiene muchas influencias del Pacífico, además de características europeas y asiáticas. El modo de vida de los habitantes de Timor Oriental tiene poco en común con el de los habitantes del oeste indonesio de la isla. La influencia de la Iglesia católica en las tradiciones de los habitantes es limitada y la sociedad es muy liberal. Aunque casi todos los habitantes de Timor Oriental profesan la fe católica, los ritos animistas siguen estando muy extendidos y a veces se integran en la religión cristiana.
Las tradiciones culturales timorenses se caracterizan por sus diferentes instituciones sociales. Las organizaciones sociales de las sociedades individuales pueden tener una estructura matrilineal/uxorilocal o patrilineal/patrilocal; los grupos individuales fluctúan entre estas posibilidades de organización del parentesco. Mientras que la organización social de los baikeno se caracteriza probablemente por una alianza simétrica, la alianza asimétrica se encuentra, por ejemplo, entre los makasae, los naueti y los fataluku. Entre los Tetum, prevalecen las reglas de descendencia bilateral o cognada. El lulik, como principio de creencia de la antigua religión, sigue influyendo en la vida cotidiana. Especialmente en las zonas rurales, la gente sigue las normas tradicionales locales del Tara Bandu.
Los matrimonios y las alianzas económico-rituales que se forman a lo largo de estas estructuras organizativas se controlan a través de la institución social del llamado "precio de la novia" (barlarke), donde las mujeres y los bienes que circulan entre los grupos sociales van siempre en una determinada dirección. Las organizaciones patrilineales y patrilocales se caracterizan por unas transacciones de bienes impresionantes en comparación con las matrilineales y uxorilocales. En la mayoría de las culturas timorenses, la integridad del "precio de la novia" entregado determina la residencia de la pareja. Si no se paga el "precio de la novia" o es insuficiente, el marido reside en el linaje de la esposa; los hijos permanecen enteramente en ese linaje.
Además del cocodrilo, los búfalos de agua son también de gran importancia en la cultura timorense. Se les considera el animal de sacrificio más valioso y, por tanto, sólo se sacrifican en las ceremonias más importantes. Así, la sangre de un búfalo se utiliza para nutrir simbólicamente el suelo y, de esta forma, reivindicar la tierra. Los cuernos de búfalo sirven entonces como símbolo tangible de esta reivindicación. La sangre de búfalo también sirve como precio ritual de la novia y simboliza aquí la fertilidad de la mujer y su menstruación. Además, los búfalos se sacrifican en ceremonias de muerte y funerales. Los cuernos de búfalo todavía se encuentran en las tumbas hoy en día, junto con la cruz cristiana. Los corazones y las cabezas de búfalo se ofrecen como sacrificio en la dedicación de las casas sagradas.
Los gatos también se consideran sagrados en Timor Oriental. Si se mata a un gato, se dice que la persona y sus descendientes ''estarán malditos hasta la séptima generación''. En los funerales, los gatos se mantienen alejados del cadáver porque, según una superstición popular, el muerto, gobernado por espíritus malignos, volverá a la vida si un gato salta sobre él.

### Arquitectura

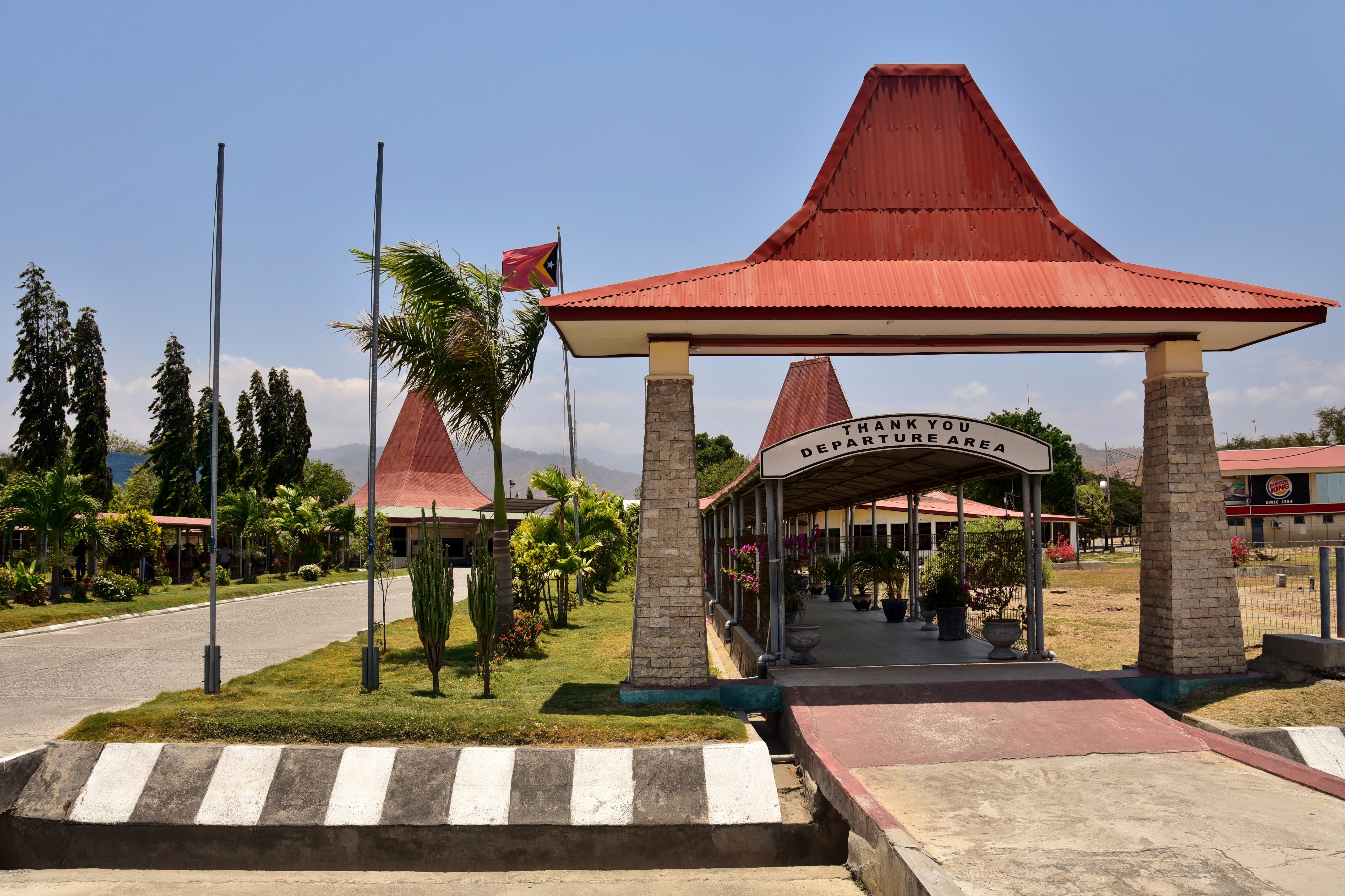
Terminal del Aeropuerto Internacional Presidente Nicolau Lobato

Un símbolo nacional común de Timor Oriental son las cabañas con tejados empinados, planta cuadrada y zancos. Estas "casas con patas" (fataluku Lee-teinu) son las casas sagradas de los fataluku en el extremo oriental de la isla. Casi todos habían desaparecido durante la ocupación indonesia y, especialmente, durante la ola de violencia de 1999. Desde la independencia, se han reconstruido, al igual que las casas sagradas tradicionales de los demás grupos étnicos. Los empinados tejados de las casas Fataluku también sirven de modelo para edificios modernos, como el palacio presidencial, el aeropuerto y el puerto de Dili o la iglesia católica de Lospalos.
Las casas con pilotes son comunes entre varios grupos étnicos. En comparación con los grupos étnicos vecinos, llaman la atención las tradicionales cabañas redondas de los mambai, que aún hoy se utilizan ampliamente como viviendas.

### Fiestas

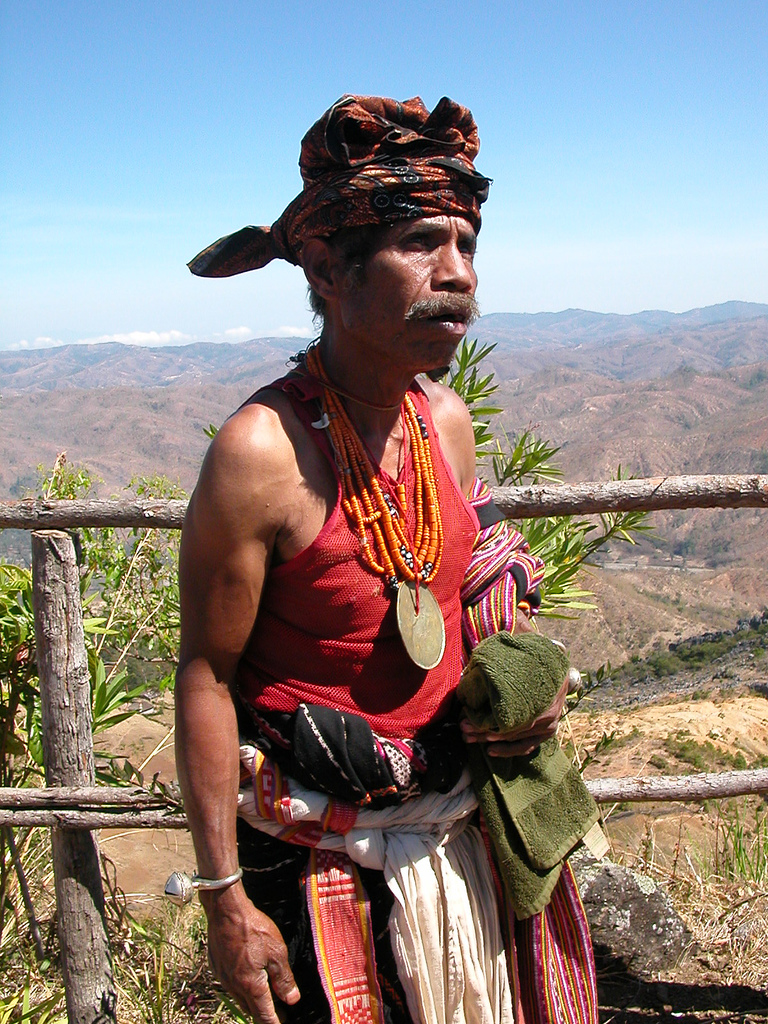
Timorense vestido con traje tradicional.

Timor Oriental tiene días festivos oficiales que conmemoran acontecimientos históricos de lucha por la liberación, o los relacionados con el catolicismo. Se definen en la Ley n.º 10/2005 de Timor Oriental:
| Fecha            | Nombre en español       | Nombre en portugués    | Notas                                                            |
| ---------------- | ----------------------- | ---------------------- | ---------------------------------------------------------------- |
| 1 de enero       | Año Nuevo               | Ano Novo               | -                                                                |
| -                | Jueves Santo            | Quinta-Feira Santa     | -                                                                |
| -                | Viernes Santo           | Sexta-Feira Santa      | -                                                                |
| 1 de mayo        | Día del Trabajo         | Día do Trabalho        | -                                                                |
| 20 de mayo       | Día de Independencia    | Día da Independência   | -                                                                |
| -                | Corpus Christi          | Corpus Christi         | -                                                                |
| 15 de agosto     | Asunción de la Virgen   | Assunção da Virgem     | -                                                                |
| 30 de agosto     | Día de la Constitución  | Día da Constituição    | -                                                                |
| 20 de septiembre | Día de la Liberación    | Día da Liberação       | -                                                                |
| 1 de noviembre   | Día de Todos los Santos | Día de Todos os Santos | -                                                                |
| 12 de noviembre  | Día de Santa Cruz       | Día da Santa Cruz      | Conmemoración de la masacre del cementerio de Santa Cruz en 1991 |
| 8 de diciembre   | Inmaculada Concepción   | Imaculada Conceição    | -                                                                |
| 25 de diciembre  | Navidad                 | Natal                  | -                                                                |

### Idiomas oficiales
- Idioma portugués
- Idioma tetun
- Idioma indonesio

## Deportes

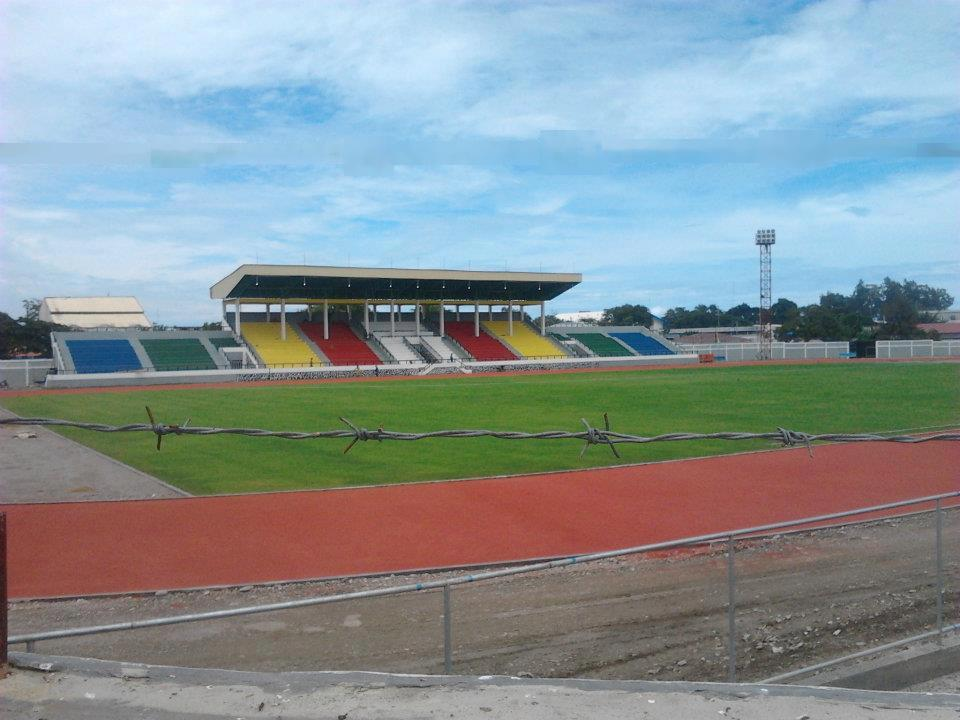
Estadio Nacional de Timor Oriental, ubicado en Dili.

Timor Oriental se ha unido a numerosas asociaciones deportivas internacionales, incluido el Comité Olímpico Internacional (COI). La junta del COI ha concedido un reconocimiento pleno al Comité Olímpico de Timor Oriental (COTL). El COI había permitido a un equipo más simbólico de cuatro miembros participar en los Juegos Olímpicos de Sídney 2000 bajo la bandera olímpica como "Atletas Olímpicos Independientes". La Federação de Timor-Leste de Atletismo se ha unido a la Asociación Internacional de Federaciones de Atletismo (IAAF). La Federação de Bádminton de Timor-Leste se unió a la Federación Internacional de Bádminton (IBF) en abril de 2003. La Federación de Ciclismo de Timor Oriental se ha unido a la Unión Ciclista Internacional (UCI). La Confederação do Desporto de Timor Leste se ha unido a la Federación Internacional de Halterofilia. Timor Oriental es también un miembro de pleno derecho del Organismo Internacional de la Federación de Tenis de Mesa (ITTF). En septiembre de 2005, el equipo de fútbol de Timor Oriental se unió a la FIFA.
Timor Oriental ha tomado parte en varios eventos deportivos. Aunque los atletas regresaron sin medallas, los atletas de Timor Oriental tuvieron la oportunidad de competir con otros atletas del sudeste asiático en los Juegos del Sudeste Asiático de 2003, celebrados en Vietnam en 2003. En los Juegos Paralímpicos 2003 de la ASEAN, celebrados también en Vietnam, Timor Oriental ganó una medalla de bronce. En los Juegos Olímpicos de Atenas 2004, seis atletas participaron en tres deportes: atletismo, halterofilia y el boxeo. Timor Oriental ganó tres medallas en Esgrima en los Juegos del Sudeste Asiático 2005. Timor Oriental es también una de las naciones que compiten en los primeros Juegos de la Lusofonía, ganando una medalla de bronce en la competencia de voleibol de mujeres (acabando terceras de tres equipos), a pesar de que el equipo había perdido sus tres partidos. El 30 de octubre de 2008, Timor Oriental obtuvo sus primeros puntos en un partido de la FIFA con un empate 2-2 ante Camboya.